# Mar Tirreno

I confini tra Mar Tirreno e Mar Ligure: in rosso i confini secondo l'Organizzazione idrografica internazionale, in blu i confini secondo l'Istituto Idrografico della Marina Militare Italiana

Il mar Tirreno è la porzione del mar Mediterraneo occidentale che si estende a occidente della penisola italiana fino alle coste della Corsica e della Sardegna e al canale di Sardegna. Può essere suddiviso in alto e basso Tirreno o anche in Tirreno settentrionale, centrale e meridionale.

## Storia

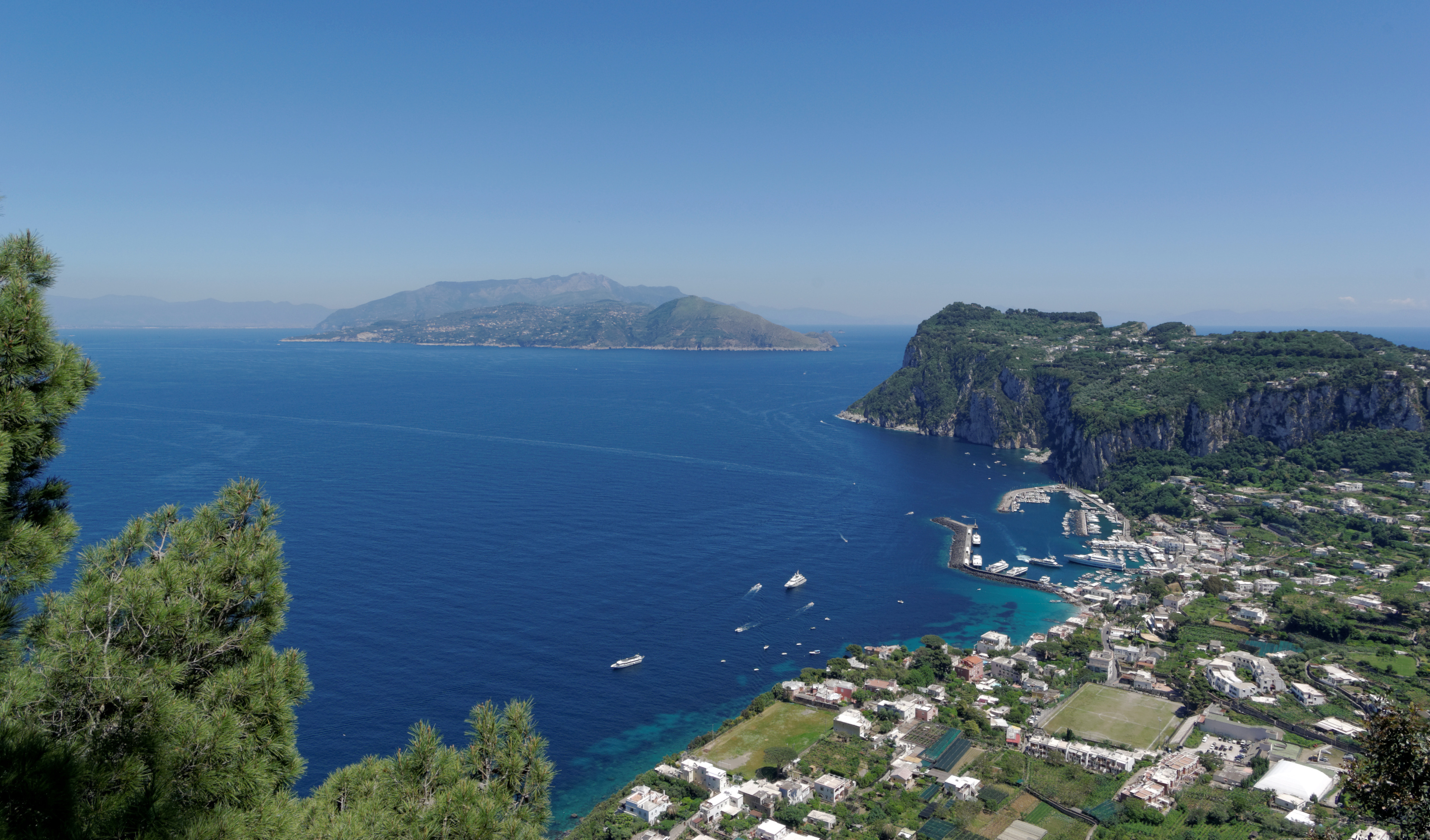
Isola di Capri, Campania

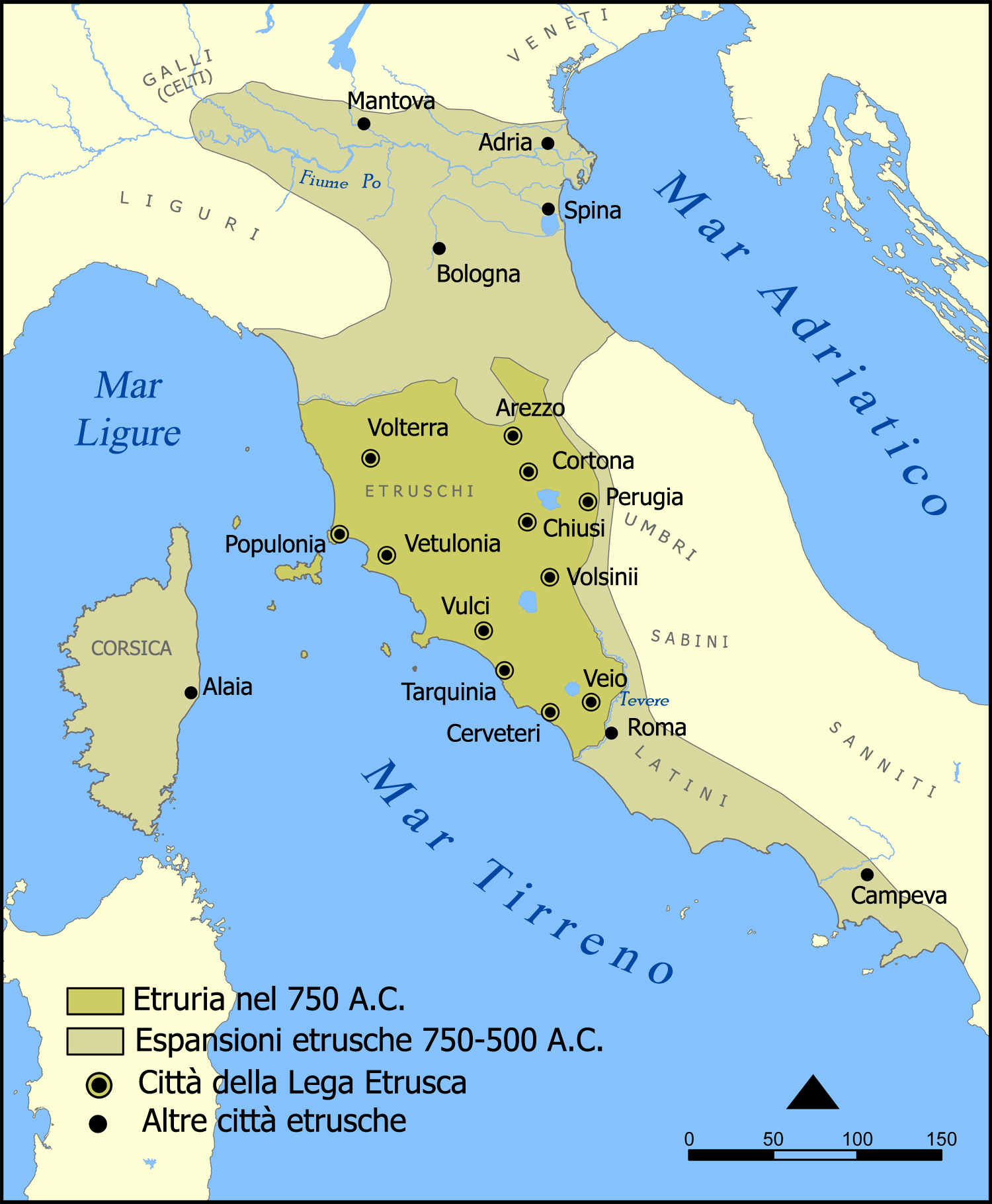
I territori etruschi nell'VIII secolo a.C.

Prende il nome dall'appellativo Tirreni (Tyrsenoi o Tyrrhenoi), l'esonimo con il quale i Greci chiamavano gli Etruschi, i cui territori nell'VIII secolo a.C. a nord si estendevano fino alla foce dell'Arno nei pressi di Pisa. Tuttavia, il confine tra Liguri ed Etruschi cambiò più volte durante l'età del ferro. Nella Toscana nord-occidentale, l'area tra i fiumi Arno e Magra fu culturalmente allineata con gli Etruschi nella prima età del ferro, e divenne sotto controllo ligure solo nella tarda età del ferro. Anche il territorio di Luni, secondo Tito Livio, fu sotto il controllo etrusco prima di passare sotto l'influenza ligure. Mentre a sud il mondo etrusco si estendeva, a causa di una colonizzazione dal Lazio, fino ad alcuni insediamenti in Campania, detti per questo anche Etruria campana, che rimasero sotto controllo etrusco fino a circa il 400 a.C.
Le prime attestazioni dei Tirreni nei testi degli autori greci si trovano nella Teogonia di Esiodo (VIII secolo a.C.) e nell'inno omerico a Dioniso (VII-VI secolo a.C.).
Nella Teogonia di Esiodo:
(Esiodo, Teogonia, 1011-1016.)
Nell'inno omerico a Dioniso dove i Tirreni vengono ritratti come pirati:
Secondo la leggenda della fondazione di Roma, priva di riscontri storici, il mar Tirreno e più precisamente la costa laziale, nel Latium vetus, costituisce l'approdo di Enea in fuga da Troia, secondo quanto riporta l'Eneide di Virgilio. Nel Medioevo è teatro delle azioni delle repubbliche marinare di Gaeta e Amalfi. In epoca contemporanea Anzio è invece teatro dello sbarco degli alleati durante la seconda guerra mondiale, poco prima dell'armistizio di Cassibile, e dell'inizio della Resistenza italiana contro il nazifascismo.

## Geografia

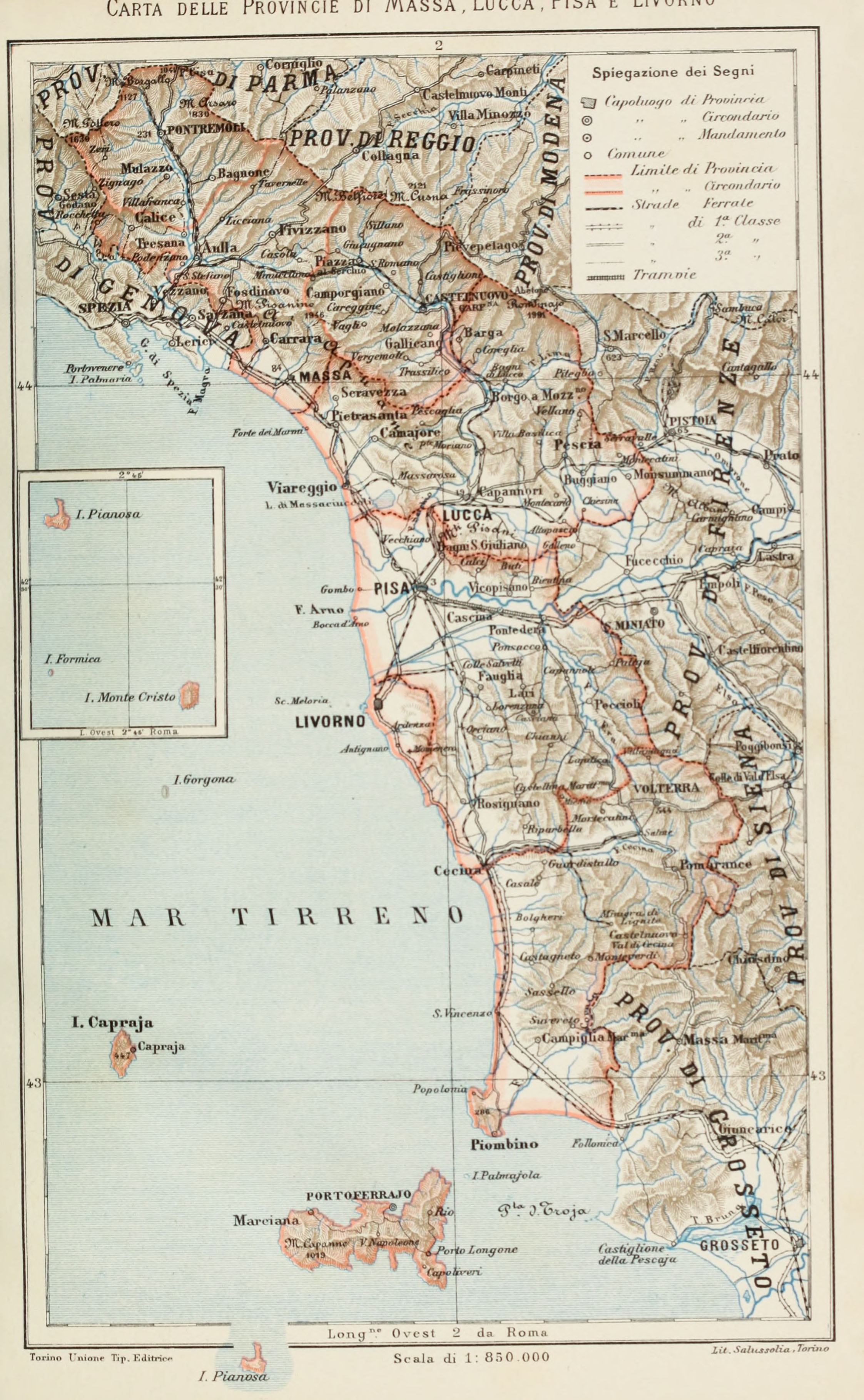
Mappa delle province di Massa, Lucca, Pisa e Livorno del 1896 che indica tutta la costa toscana parte del mar Tirreno.

### Confini
È compreso fra la Corsica, la Sardegna, la Sicilia, la Calabria, la Basilicata, la Campania, il Lazio e la Toscana; è collegato al mar Ionio tramite lo stretto di Messina ed è diviso dal mar Ligure dall'isola d'Elba, con il canale di Corsica a ponente e il canale di Piombino a levante. A meridione e a sud-ovest confina anche con il canale di Sicilia e il canale di Sardegna. 
Il confine fra mar Tirreno e mar Ligure è quindi costituito dalla linea immaginaria che congiunge capo Corso all'isola d'Elba e al canale di Piombino, lungo il 43º parallelo. Tale suddivisione è ritenuta valida dall'Istituto idrografico della Marina Militare Italiana, che usa perlopiù Mar Ligure nei portolani relativi alla costa toscana settentrionale.

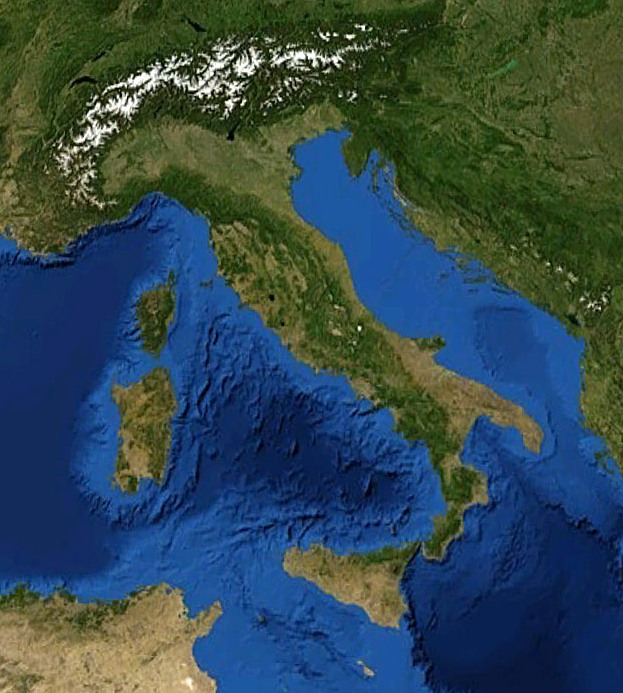

 Tuttavia, nella percezione comune e secondo una tradizione radicata, prevale l'idea che il confine settentrionale tra il mar Ligure e il mar Tirreno sia situato alla foce del Magra, in Liguria, e che quindi tutta la costa toscana si affacci sul Tirreno. Questa versione tradizionale dei confini ha portato a varie conseguenze: vicino a Pisa negli anni trenta è stata fondata dal regime fascista una località balneare denominata Tirrenia; il quotidiano di Livorno si chiama Il Tirreno, mentre Viareggio e Castiglioncello sono popolarmente definite le Perle del Tirreno. Occorre tuttavia considerare che nelle carte dell'Ottocento il mare che bagnava la Toscana era talvolta chiamato semplicemente Mare Toscano.
L'Organizzazione idrografica internazionale, in un suo documento del 1953 tuttora in vigore, adotta come confine la linea che congiunge capo Corso (in Corsica) con l'isola Tinetto (nel Golfo della Spezia). Pertanto, tutta la costa toscana e il golfo della Spezia farebbero parte del mar Tirreno.
Ma la stessa Organizzazione ha pubblicato nel 1985 una bozza del documento definitivo sui limiti dei mari che fa coincidere il confine sud-orientale del mar Ligure con quello lungo il 43º parallelo Nord da Capo Corso a nord di Piombino,ma la bozza è ancora in attesa di approvazione.
Il confine fra il mar Tirreno e il resto del mar Mediterraneo è costituito dalla linea immaginaria che congiunge capo Boeo a Marsala in Sicilia con capo Teulada in Sardegna.

### Alto e basso Tirreno
Il mar Tirreno si può suddividere in mar Tirreno settentrionale o Alto Tirreno che va dall'arcipelago toscano alle coste orientali della Corsica, il nord-ovest della Sardegna fino alle coste del Basso Lazio comprendendo poco meno di un 1/3 della superficie marina e basso Tirreno o Tirreno meridionale che va dal basso Lazio fino alle coste settentrionali della Sicilia e il canale di Sardegna, comprendendo poco più dei 2/3 della superficie marina.

### Caratteristiche

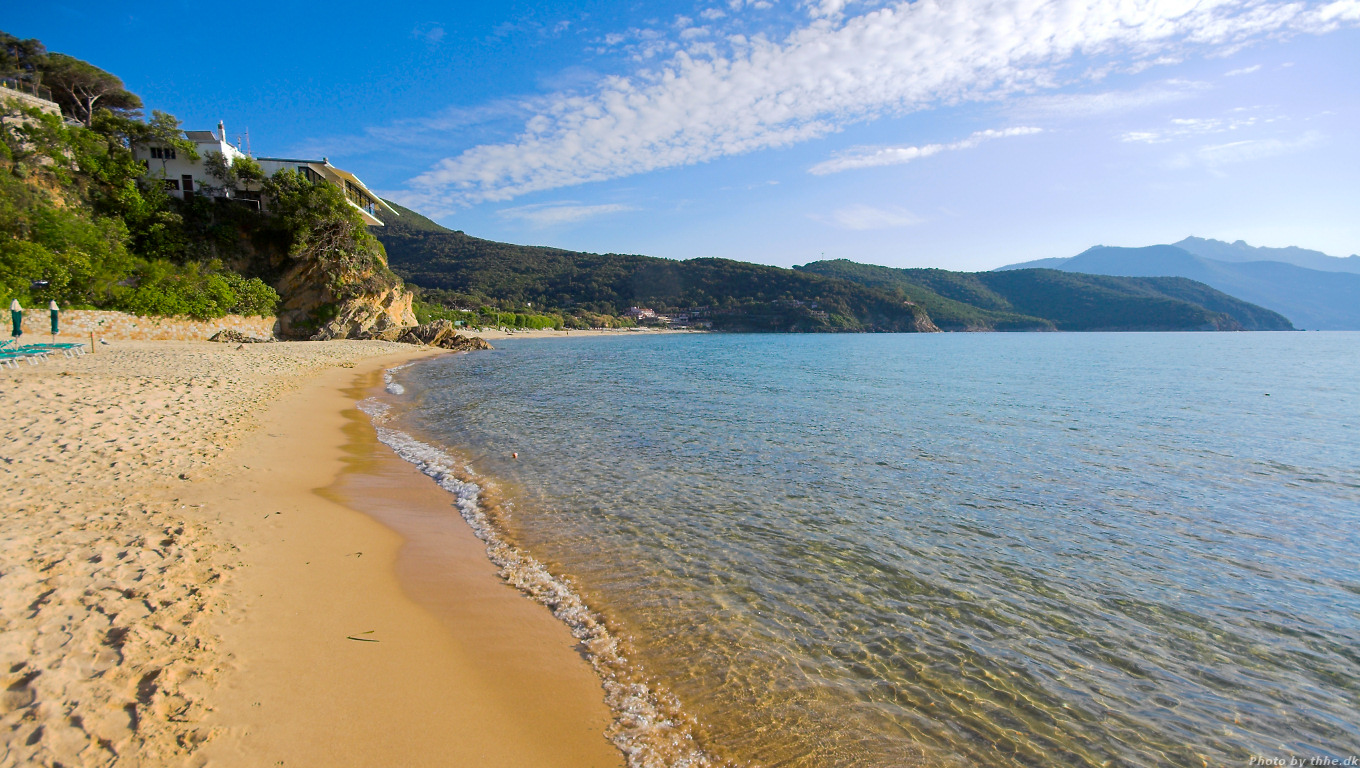
Isola d'Elba (Arcipelago toscano)

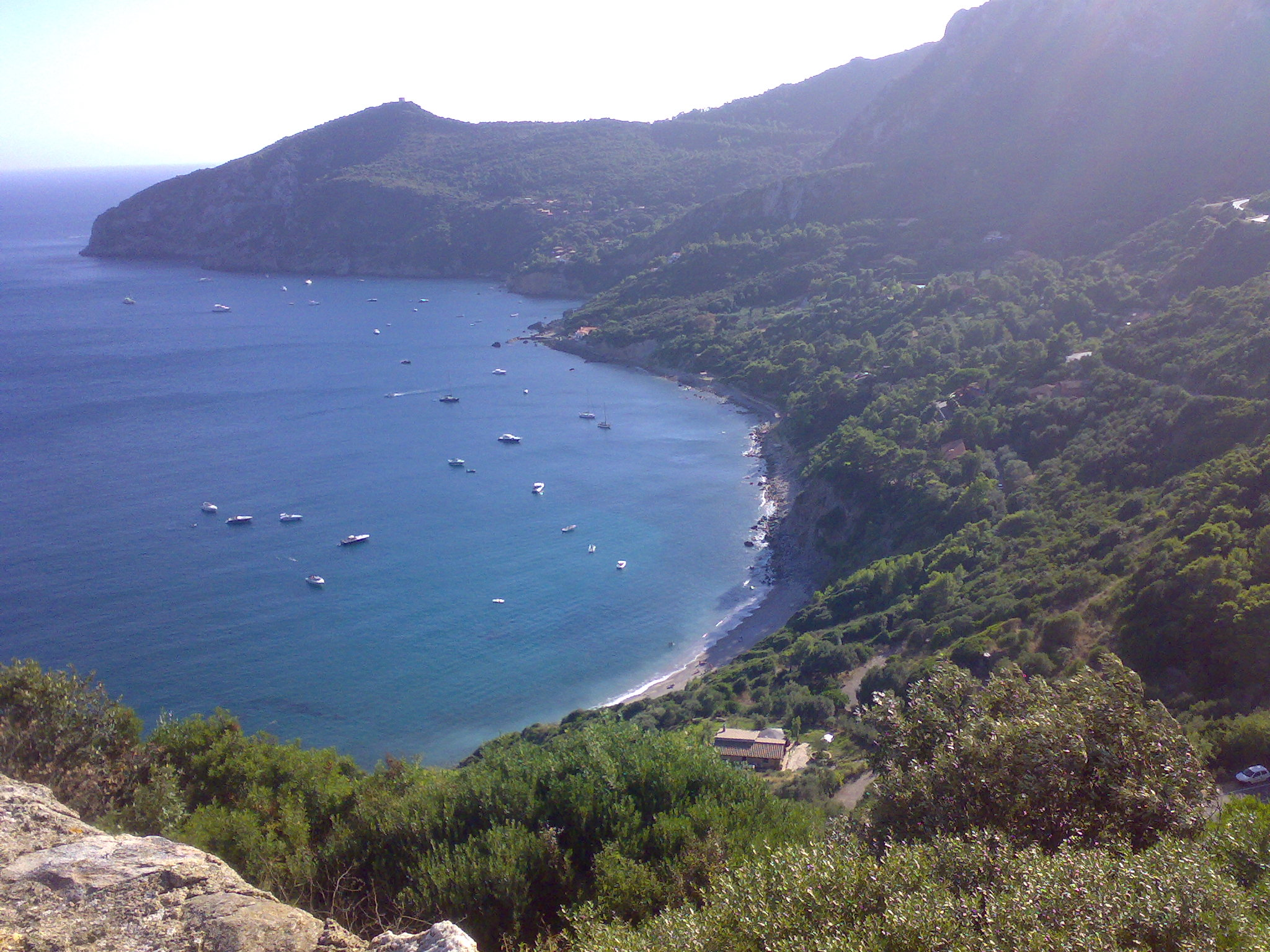
Promontorio dell'Argentario

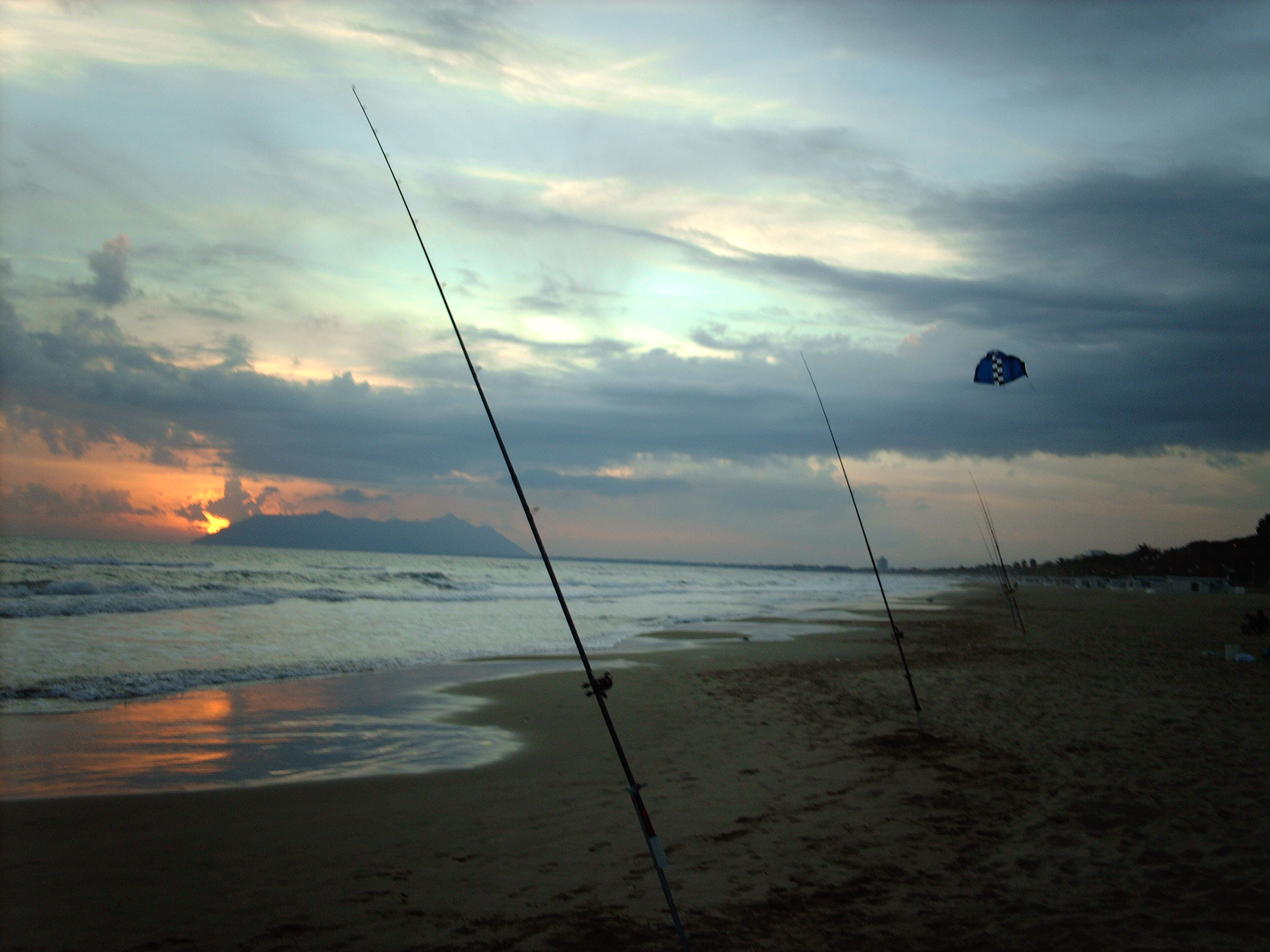
Pesca al tramonto nel Tirreno centrale.

Il Tirreno si trova vicino alla faglia che divide l'Africa dall'Europa; di conseguenza le catene montuose sottomarine e i vulcani attivi abbondano. I principali fiumi che vi sfociano, in gran parte a regime torrentizio, da nord a sud, sono: l'Ombrone, il Tevere, il Garigliano e il Volturno e la sua profondità massima è di 3785 m in una fossa vicino all'isola di Ponza. È un mare poco pescoso, sicché i suoi porti sono generalmente utilizzati per il trasporto dei passeggeri e delle merci. I principali sono Bastia, Piombino, Civitavecchia, Cagliari, Olbia, Napoli, Salerno, Milazzo, Palermo, Trapani e Gioia Tauro, che è il più grande terminal per trasbordo del mar Mediterraneo.

### Isole e arcipelaghi

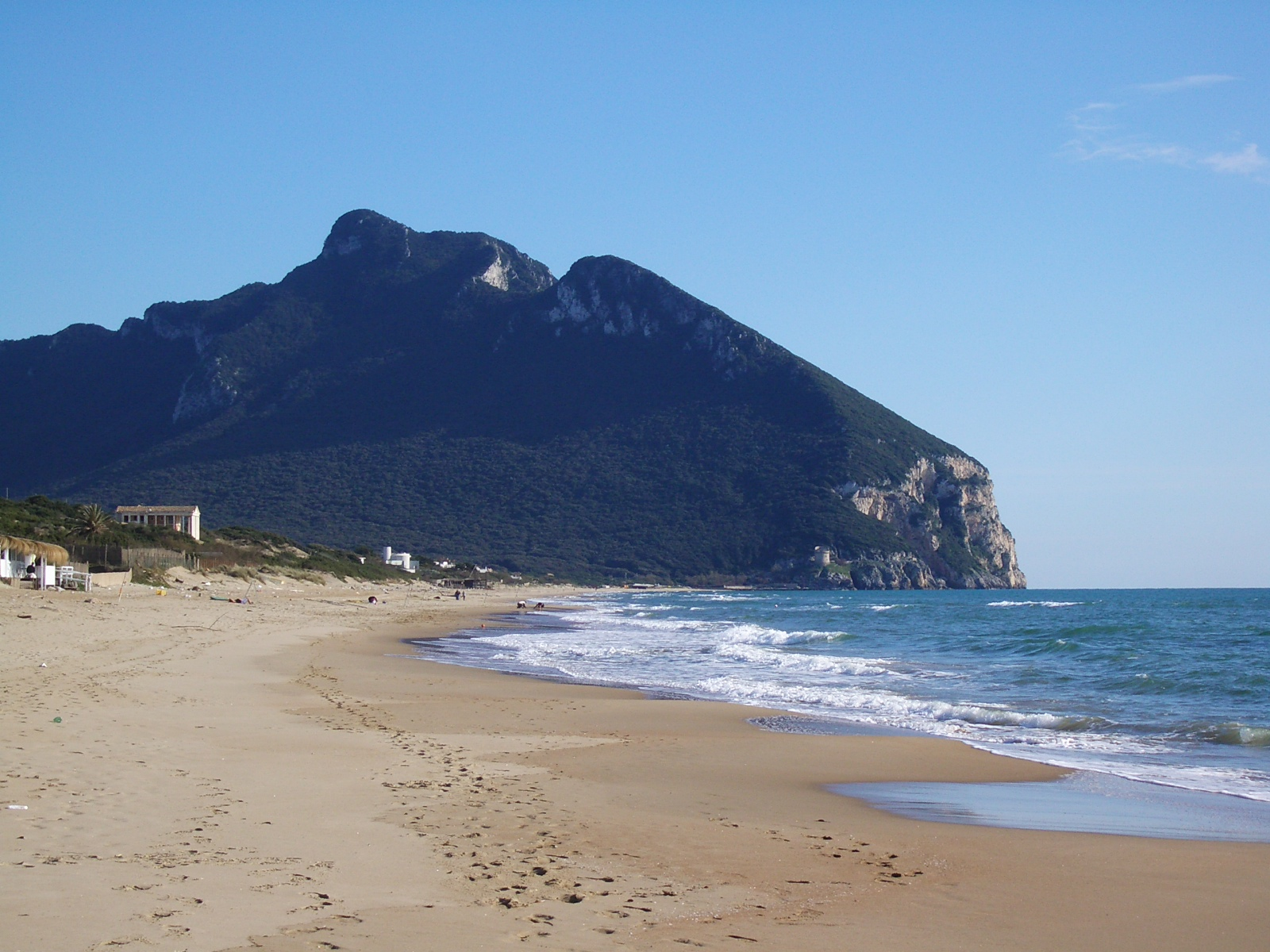
Circeo

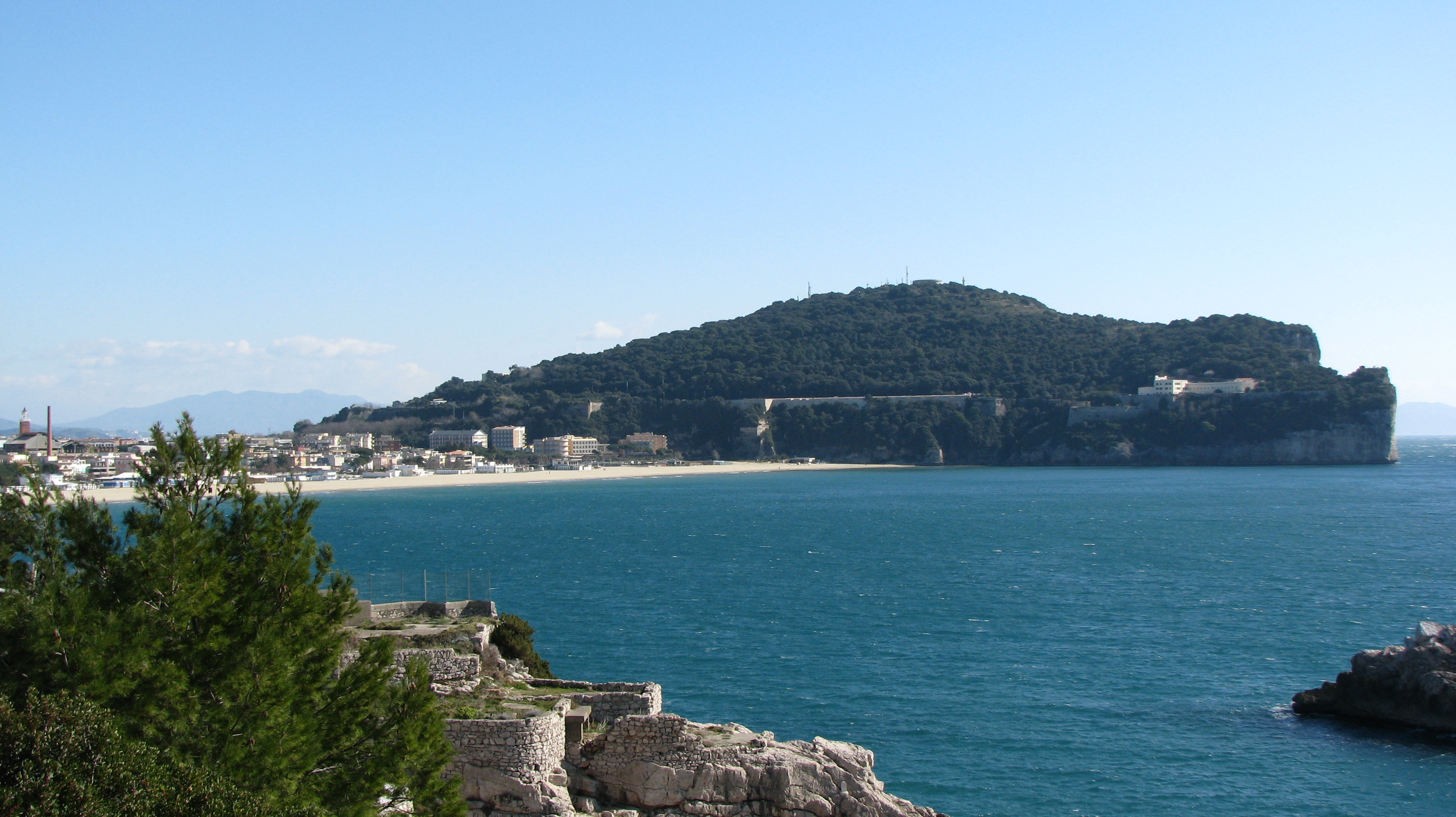
Monte Orlando

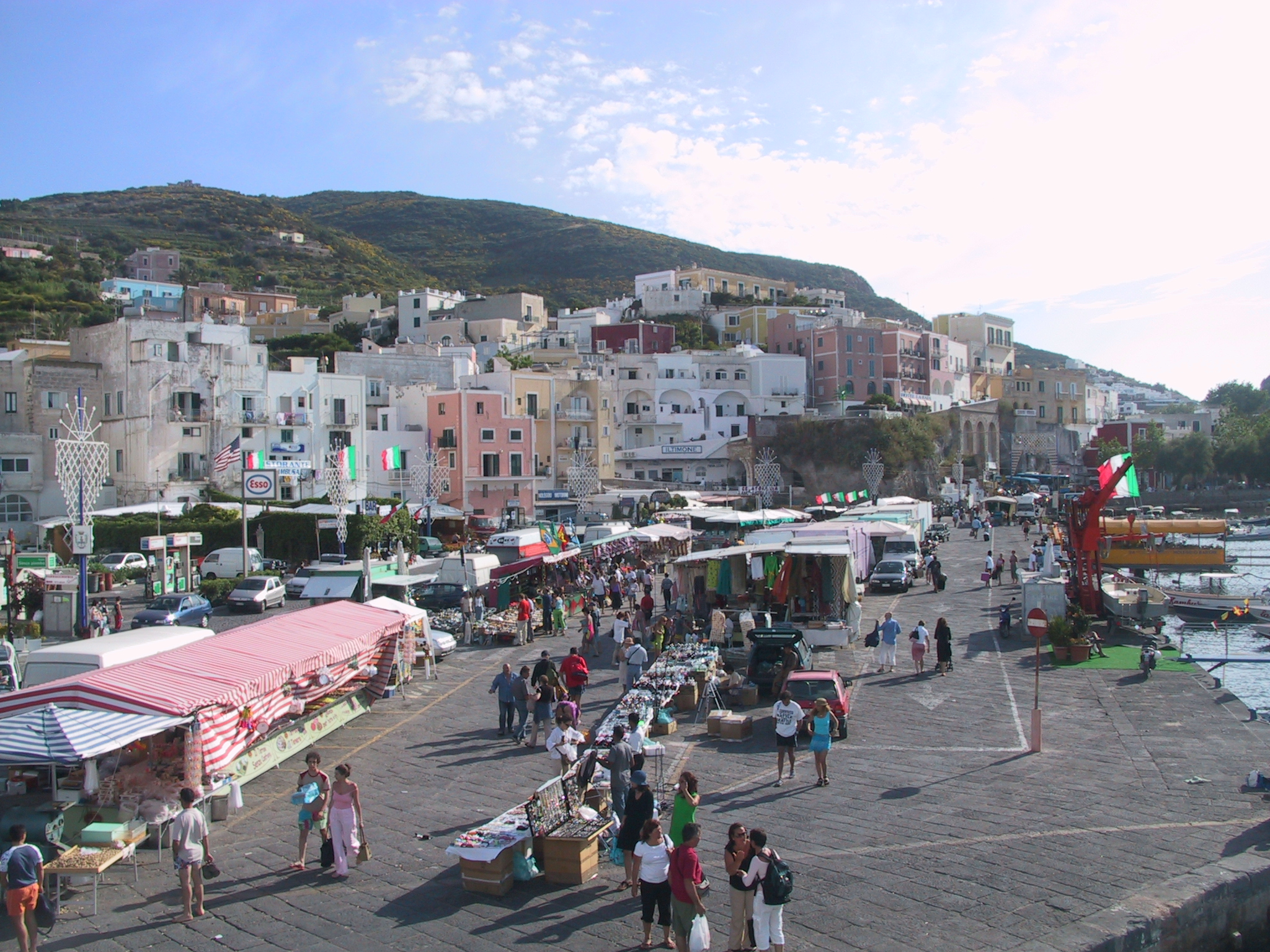
Ponza (Arcipelago Pontino)

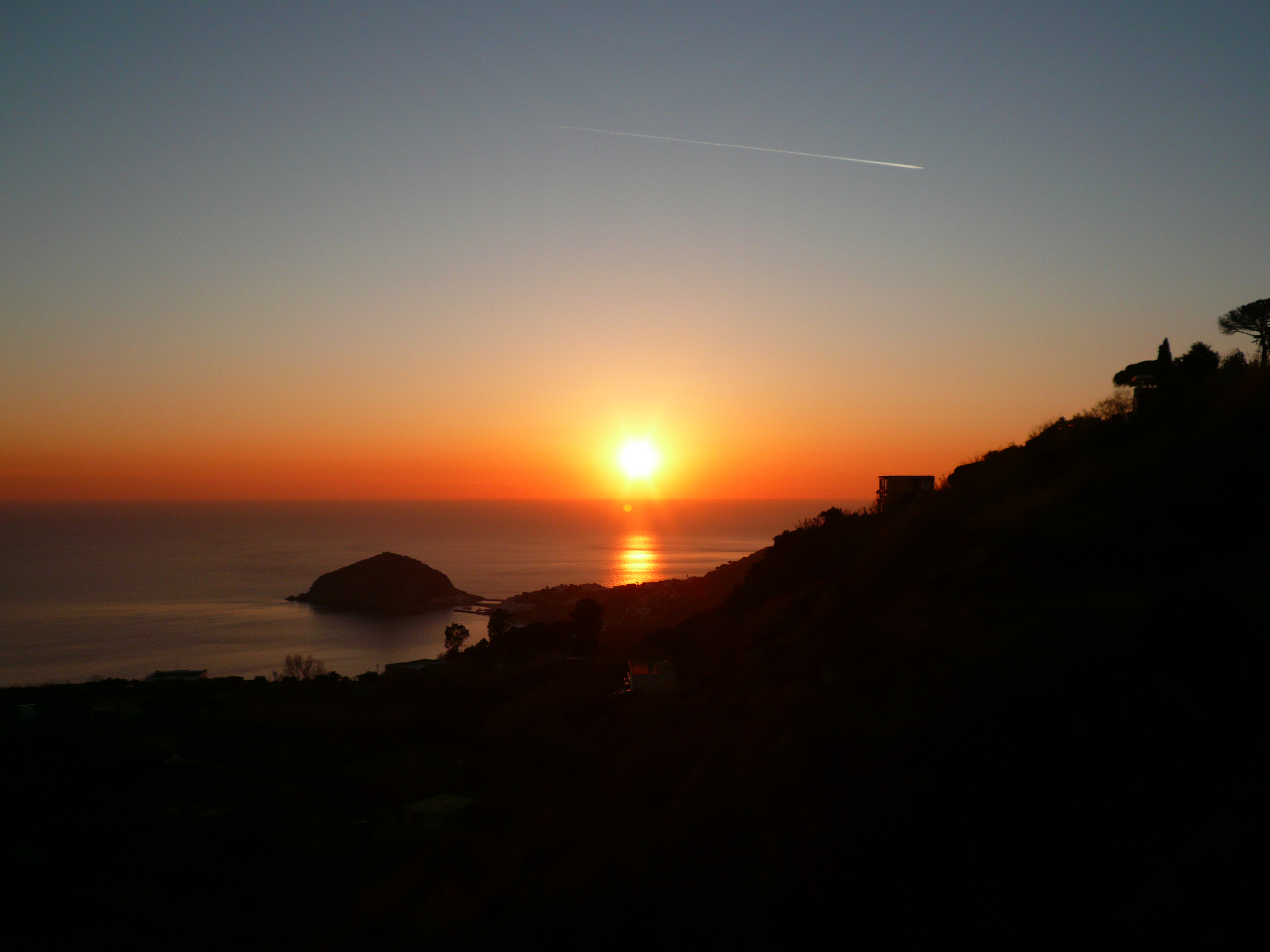
Ischia (Arcipelago Campano)

Oltre alle isole maggiori che ne delimitano approssimativamente i confini, il Tirreno è caratterizzato dalla presenza di più di un arcipelago.
Nella parte settentrionale si hanno le isole dell'arcipelago Toscano (Elba, Pianosa, Montecristo, Giglio, Giannutri e Formiche di Grosseto), eccetto la Gorgona e la Capraia che sono bagnate dal Mar Ligure. Nel 1996 le isole dell'arcipelago Toscano sono entrate a far parte del Parco nazionale dell'Arcipelago Toscano, grazie al quale sono salvaguardate le sette isole maggiori dell'arcipelago e i fondali con tutta l'importante fauna. È attualmente il più grande parco marino d'Europa.
Nella parte centrale del Tirreno si trova invece l'arcipelago Ponziano (o isole Ponziane), del quale fanno parte Ponza, Palmarola, Gavi, Zannone, Ventotene e Santo Stefano, e largo delle coste campane si trova l'Arcipelago Campano: Capri, Procida, Ischia e altre isole minori.
Al largo delle coste della Sicilia troviamo l'isola di Ustica e altri due arcipelaghi: di fronte alla città di Milazzo in Sicilia si trovano invece le isole Eolie: Stromboli, Alicudi, Filicudi, Lipari, Salina, Vulcano e Panarea, infine a ovest rispetto a Trapani si trovano le isole Egadi, composto da tre isole: Levanzo, Favignana e Marettimo.
Sulla costa nordorientale della Sardegna si trova l'arcipelago di La Maddalena, composto dalle due isole principali di La Maddalena e Caprera e da un gran numero di isolotti minori; alcuni chilometri più a sud si trovano l'imponente sagoma di Tavolara e l'isola Molara. Altre isole importanti sono l'Asinara, l'isola di San Pietro e Sant'Antioco.
Per la posizione isolata più di un'isola ha ricoperto ruoli di penitenziario (Pianosa, Santo Stefano) o di luogo ospite di esuli volontari ed esiliati per motivi politici (Napoleone Buonaparte all'isola d'Elba, Augusto e Tiberio a Capri, Sandro Pertini, Altiero Spinelli ed Ernesto Rossi a Ventotene, Giuseppe Garibaldi a Caprera).

### Promontori e penisole
- Capo Corso
- Promontorio di Piombino
- Promontorio di Punta Ala
- Promontorio dell'Argentario
- Promontorio del Circeo
- Penisola sorrentina
- Promontorio del Cilento
- Capo Vaticano
- Monte Orlando

### Golfi
- Golfo di Follonica
- Golfo di Anzio
- Golfo di Terracina
- Golfo di Gaeta
- Golfo di Gioia Tauro
- Golfo di Napoli
- Golfo di Salerno
- Golfo di Policastro
- Golfo di Sant'Eufemia
- Golfo di Palermo
- Golfo di Castellammare
- Golfo di Cagliari
- Golfo di Orosei
- Golfo di Olbia
- Golfo di Porto Vecchio

### Coste

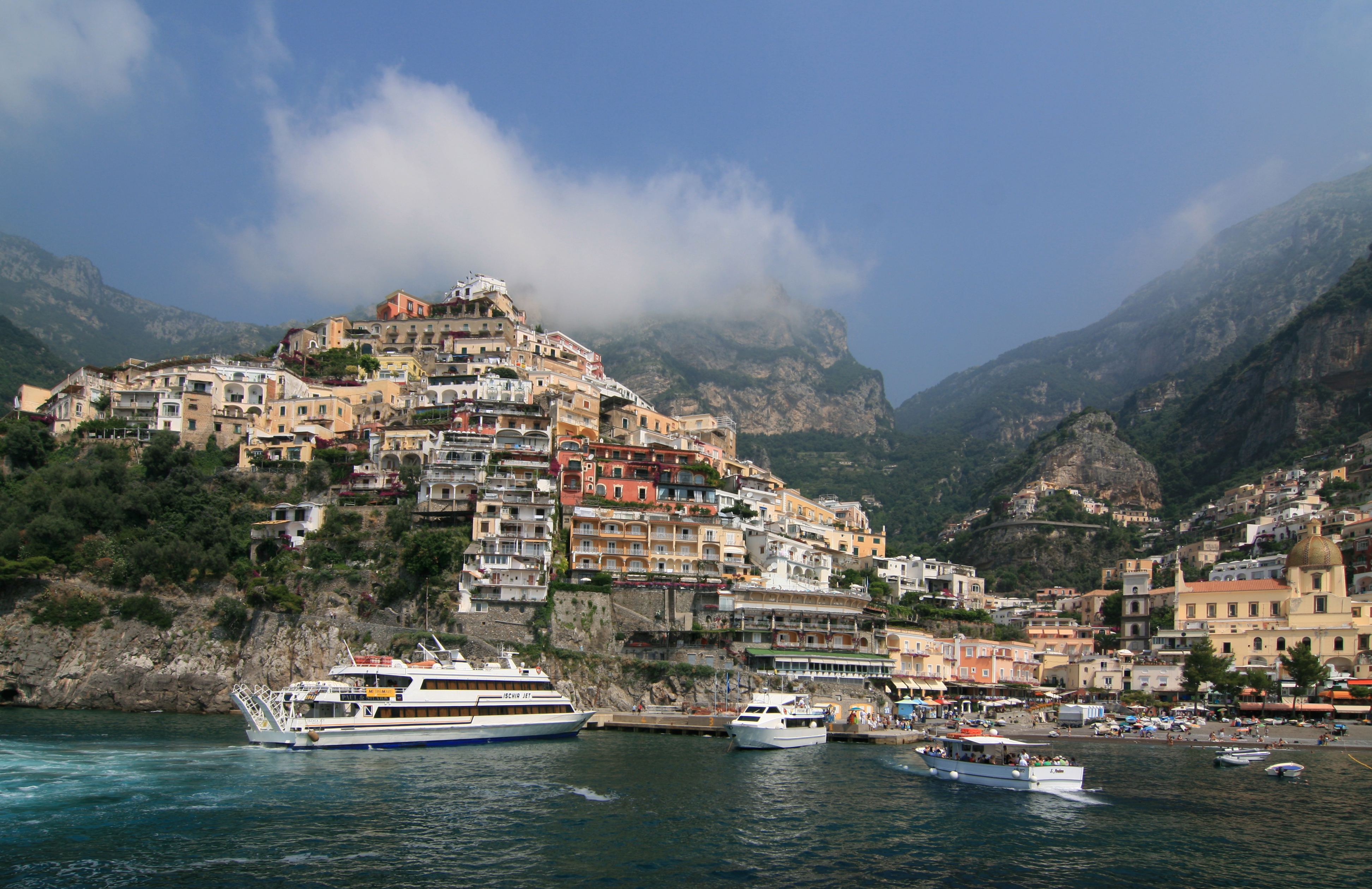
Positano (Costiera amalfitana)

- Costiera maremmana
- Litorale laziale
- Costiera castellammarese
- Costiera sorrentina
- Costiera amalfitana
- Costiera cilentana
- Riviera dei Cedri
- Costa degli Dei
- Costa Viola
- Costa Smeralda

### Attività vulcanica sottomarina
Il Tirreno è un'area geologicamente molto attiva. I principali vulcani sono
- I monti Lametini
- Vavilov
- Palinuro
- Marsili, il più grande
- I Campi Flegrei sono tali per solo 8 m di profondità[senza fonte]

A questi vanno poi aggiunti quei vulcani che, raggiungendo la superficie dell'acqua, hanno dato origine alle Isole Eolie e all'isola d'Ischia, nonché altre isole nate da vulcani ormai spenti (come Ustica o l'Arcipelago Ponziano).

## Principali località turistiche

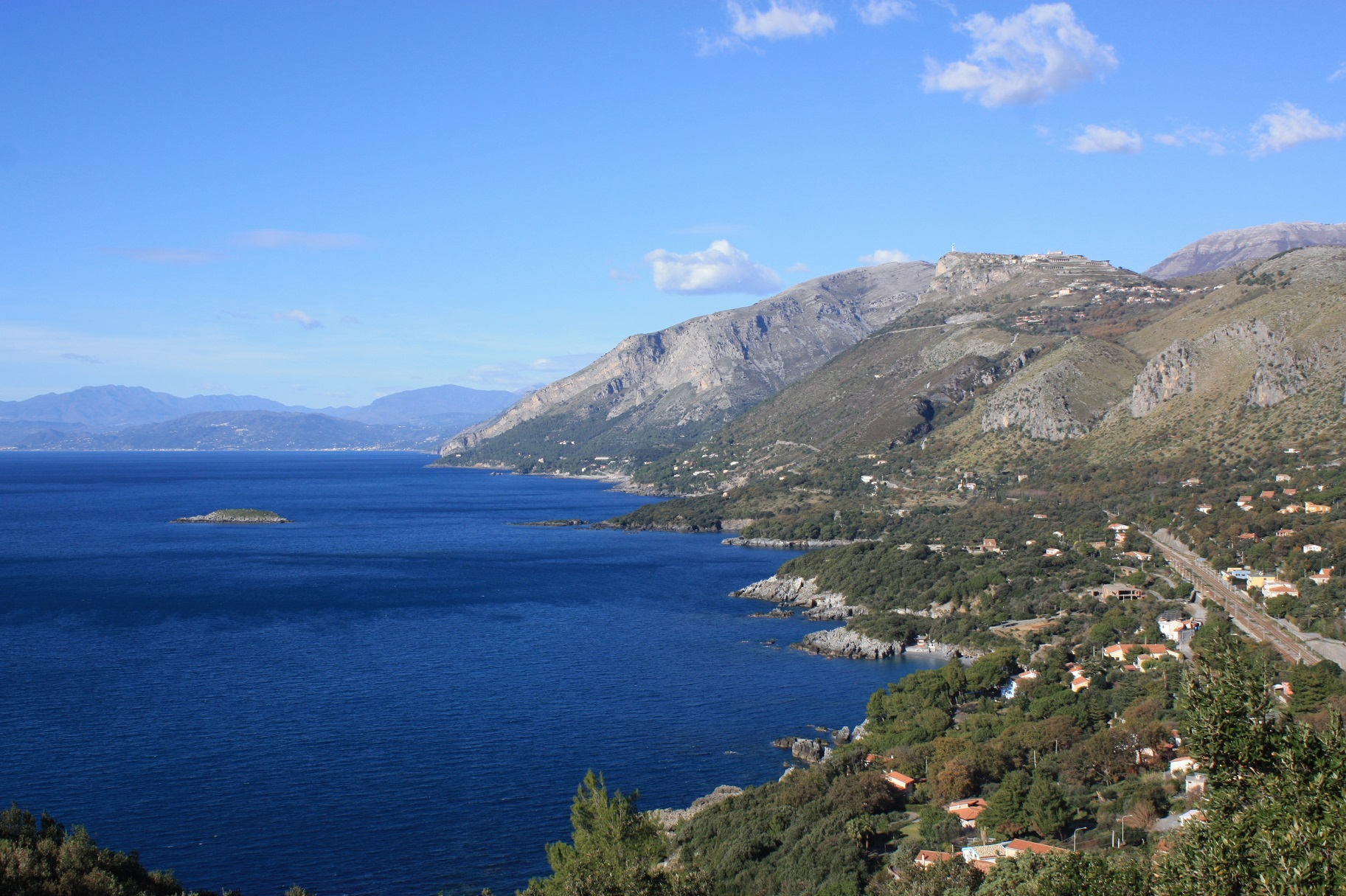
Maratea

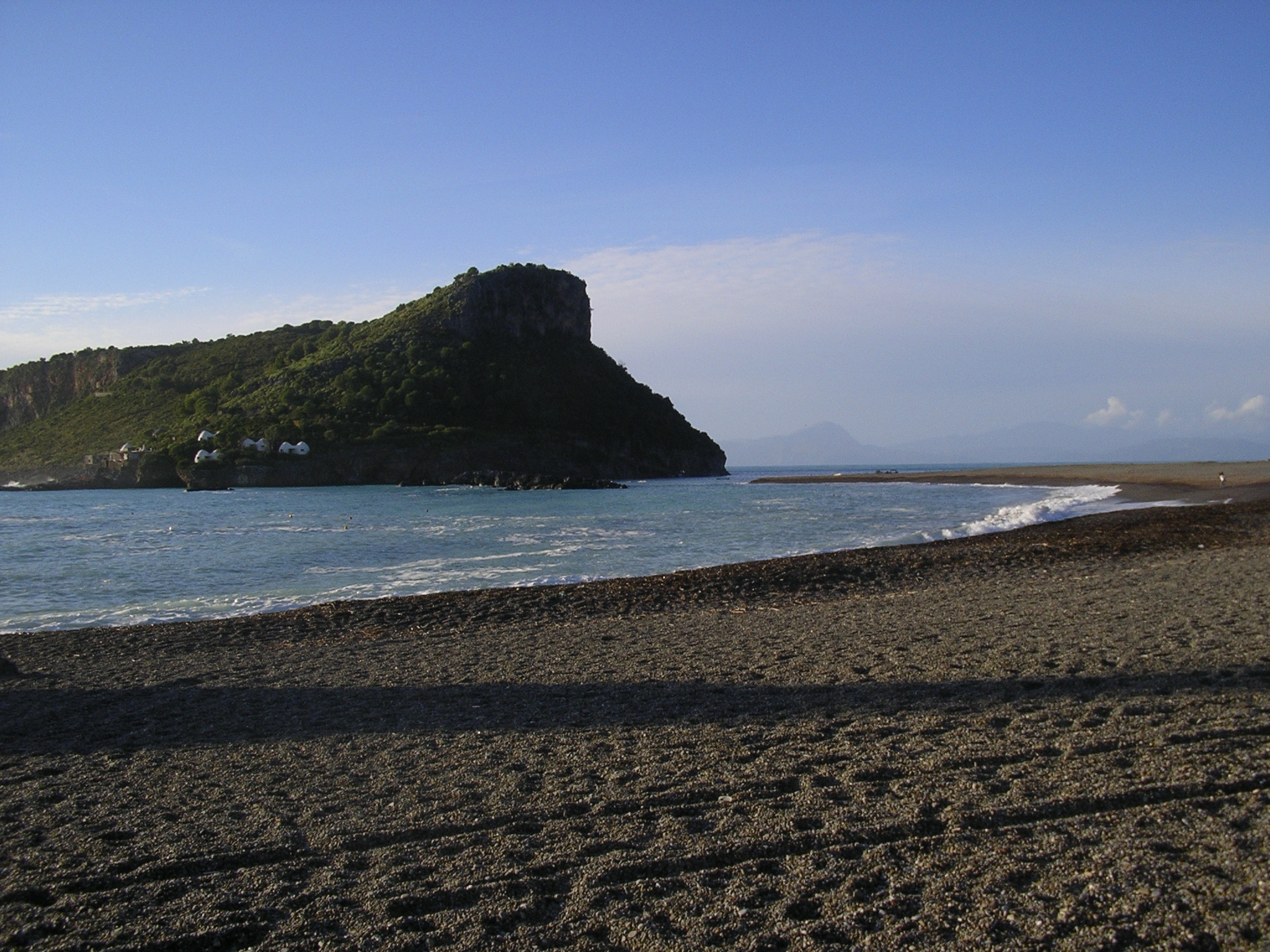
Praia a Mare

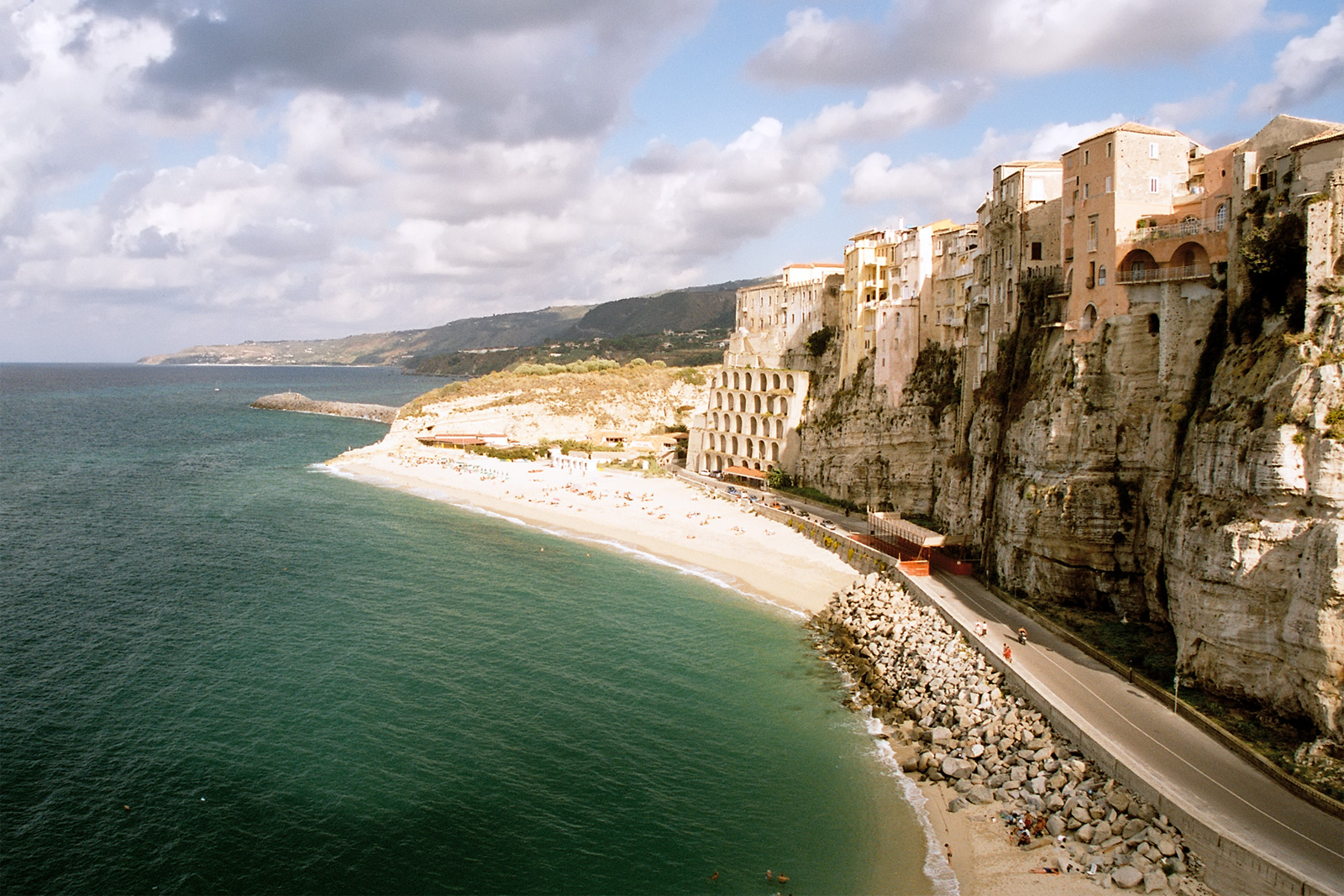
Tropea

- Cetara
- Cefalù
- Costa Smeralda
- Castellammare del Golfo
- San Vito Lo Capo
- Arcipelago di La Maddalena
- Porto Cervo
- Porto Rotondo
- Villasimius
- Costa Rei
- Arcipelago toscano
- Follonica
- Orbetello
- Santa Marinella
- Ladispoli
- Anzio
- Nettuno
- Sabaudia
- Fregene
- Capalbio
- Sanremo
- San Felice Circeo
- Ponza
- Ventotene
- Terracina
- Sperlonga
- Gaeta
- Formia
- Minturno
- Baia Domizia
- Mondragone
- Varcaturo
- Licola
- Ischia
- Capri
- Sorrento
- Positano
- Amalfi
- Vietri sul Mare
- Paestum
- Agropoli
- Castellabate
- Palinuro
- Policastro Bussentino
- Sapri
- Maratea
- Praia a Mare
- Scalea
- Diamante
- Pizzo Calabro
- Tropea
- Scilla
- Isole Eolie
- Favignana
- Panarea
- Ustica
- Santa Margherita Ligure
- Porto Ercole

## Galleria d'immagini

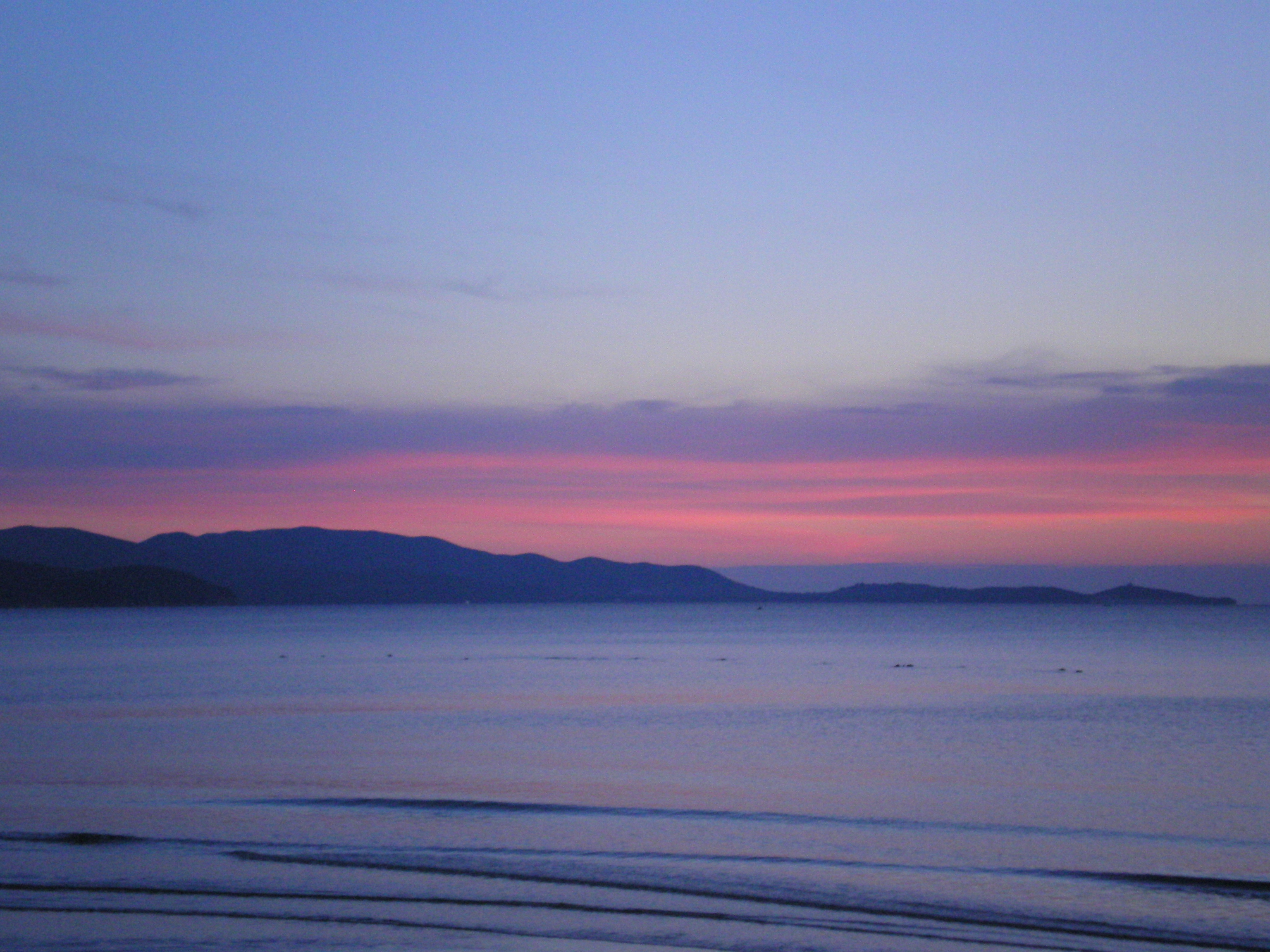
Golfo di Follonica
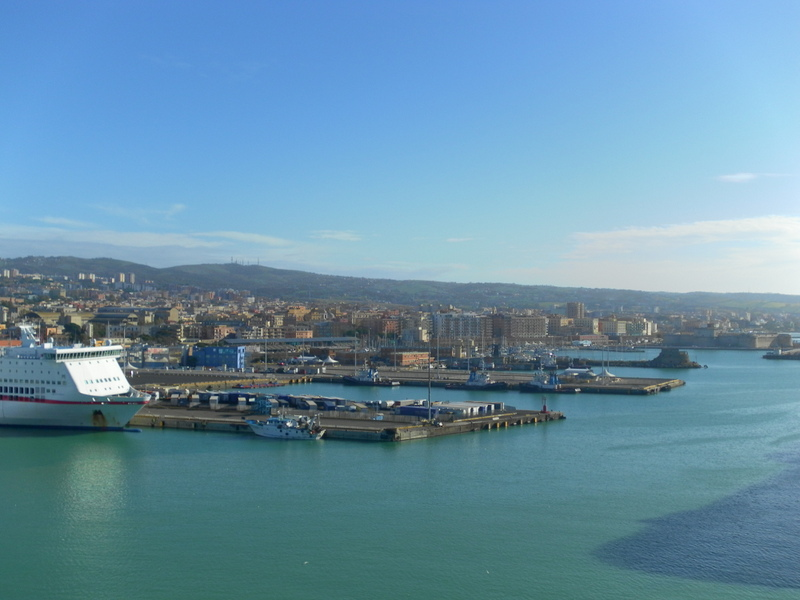
Civitavecchia
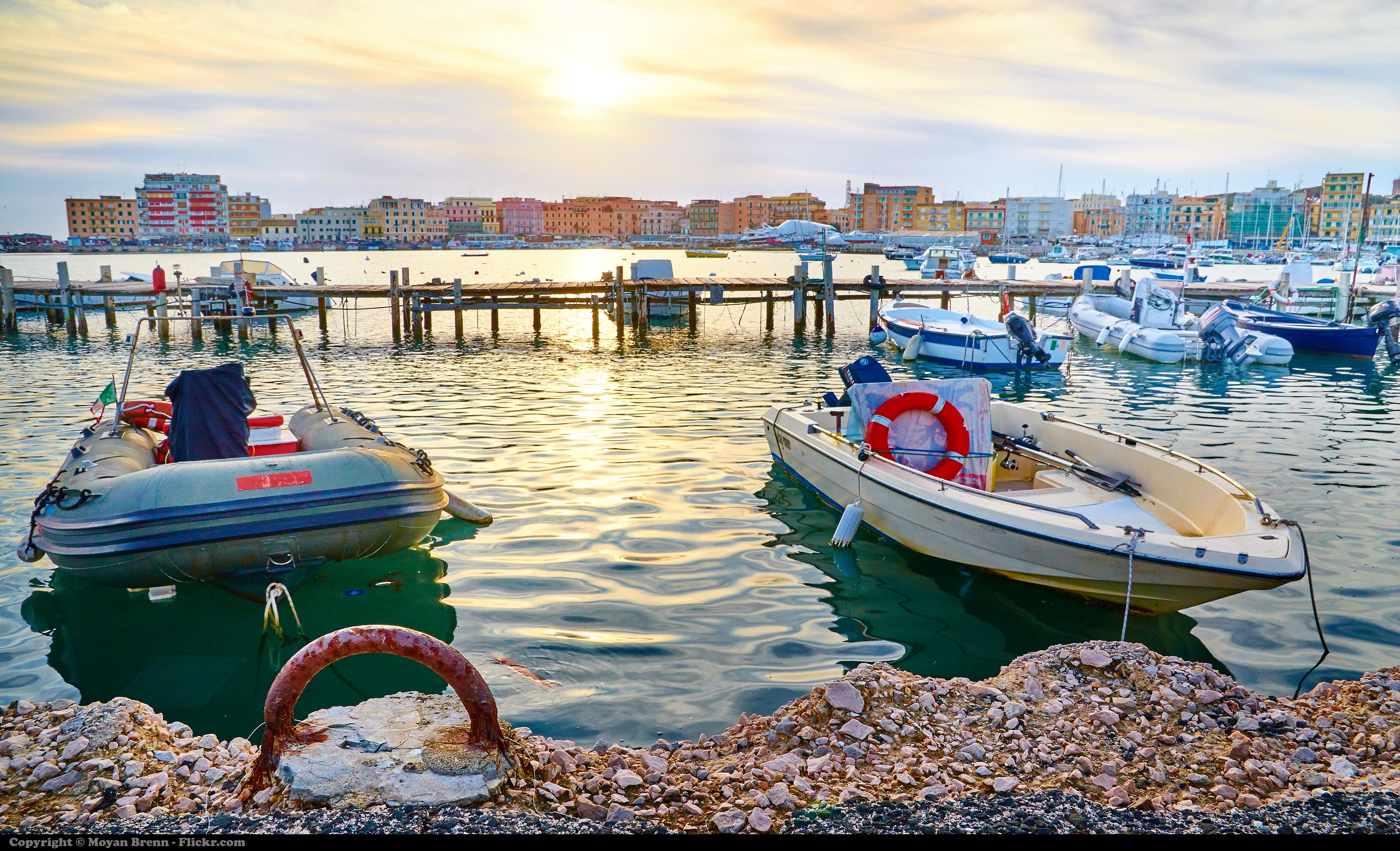
Anzio
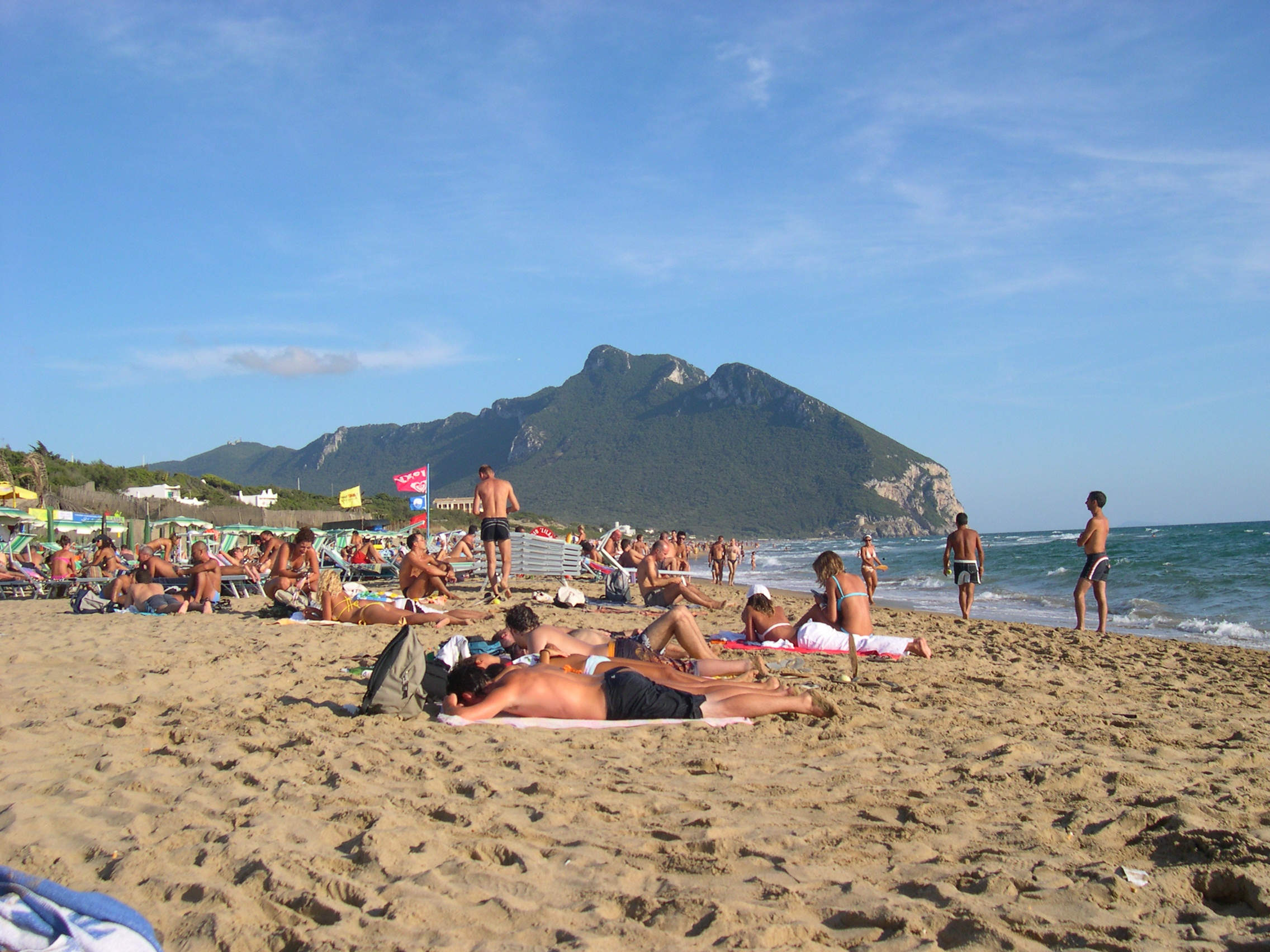
Sabaudia
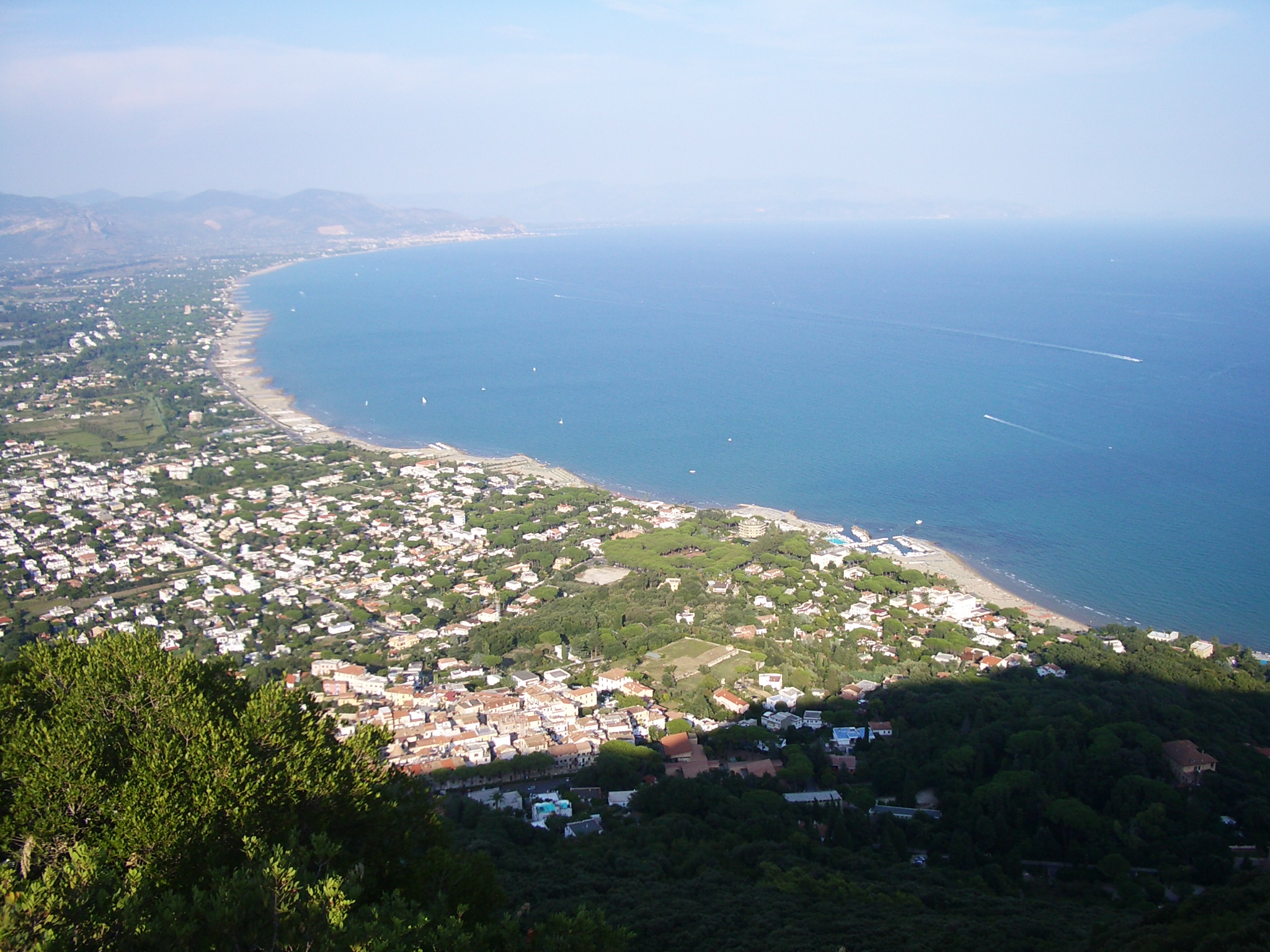
San Felice Circeo
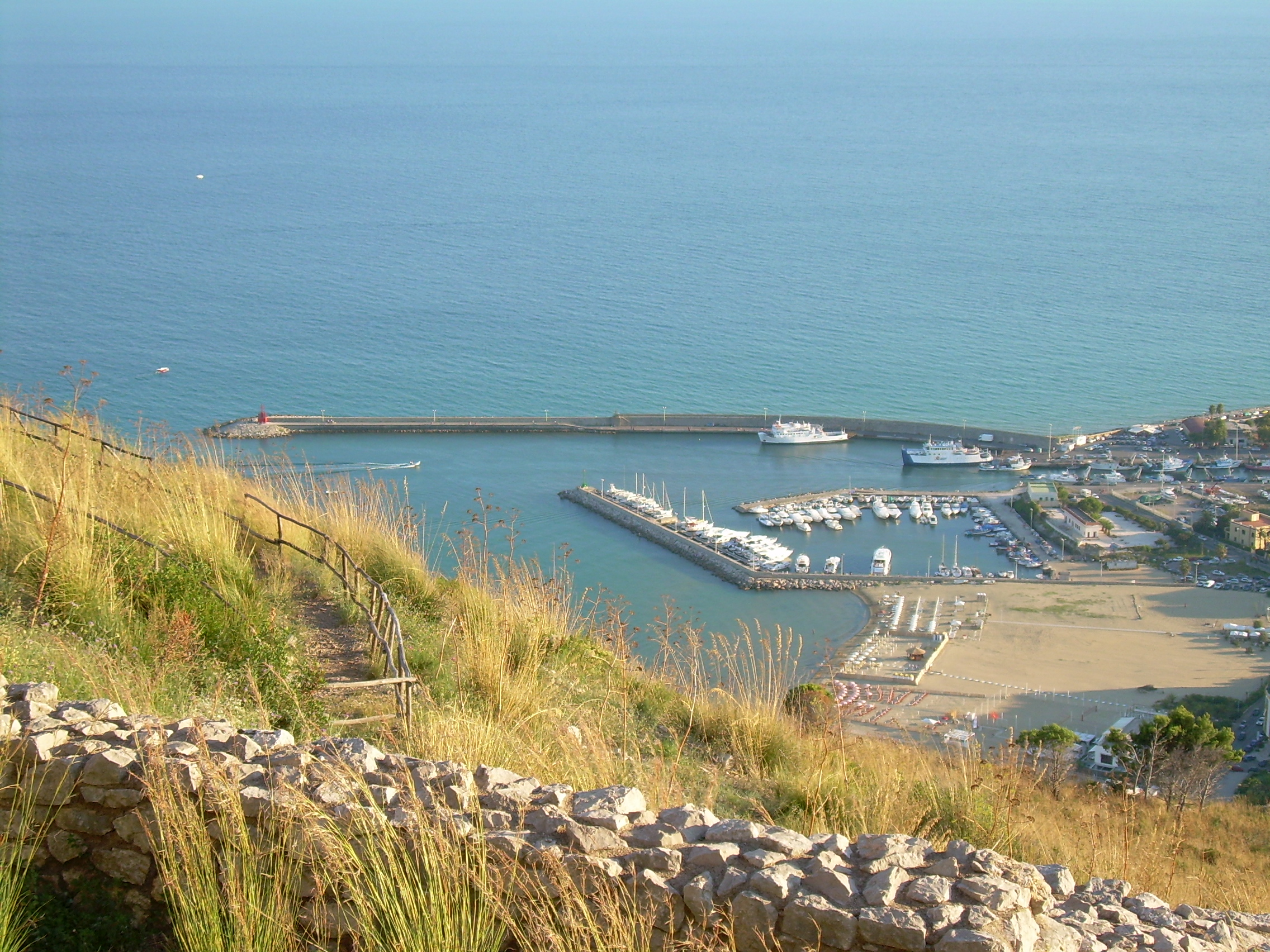
Terracina
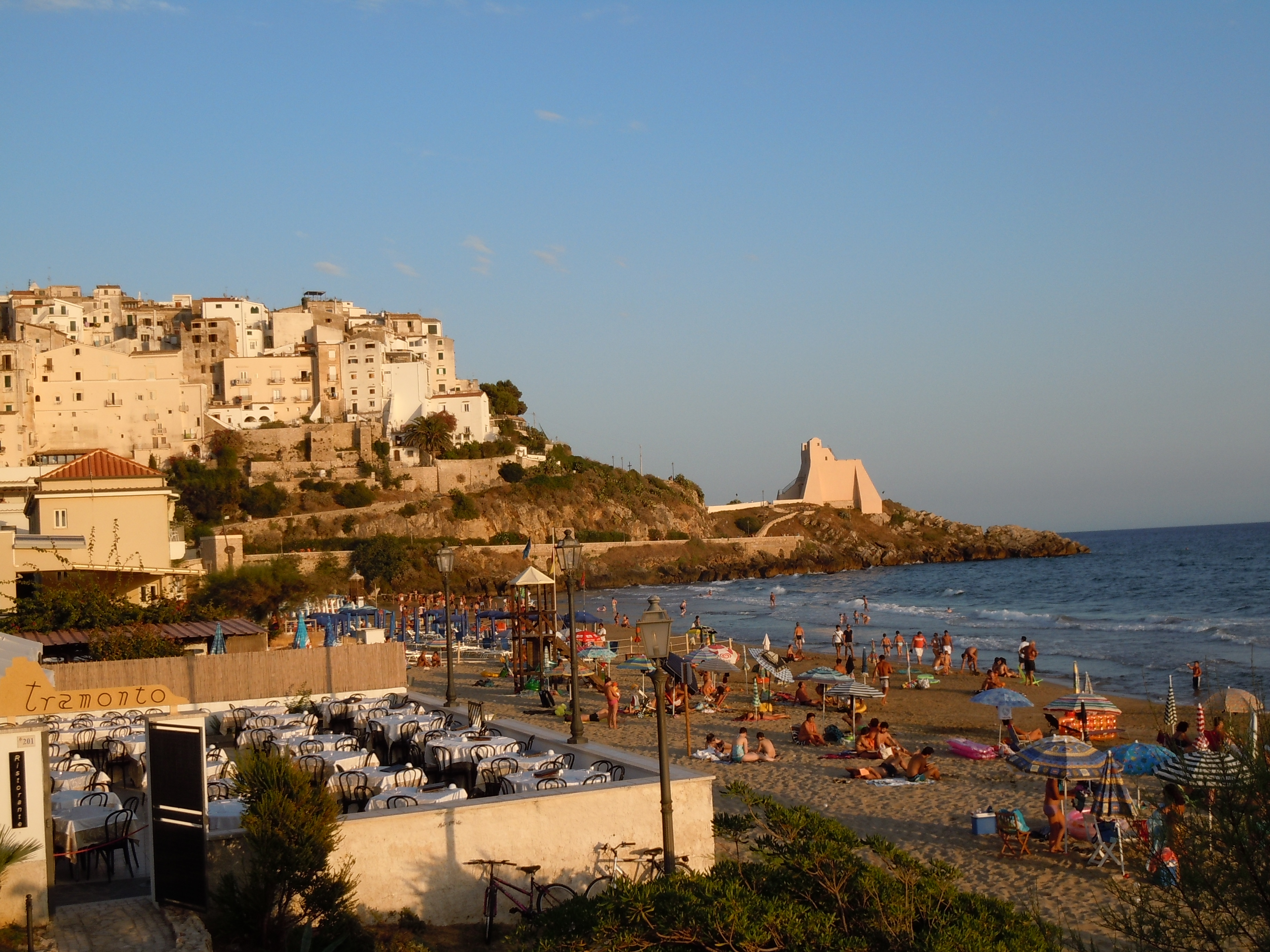
Sperlonga
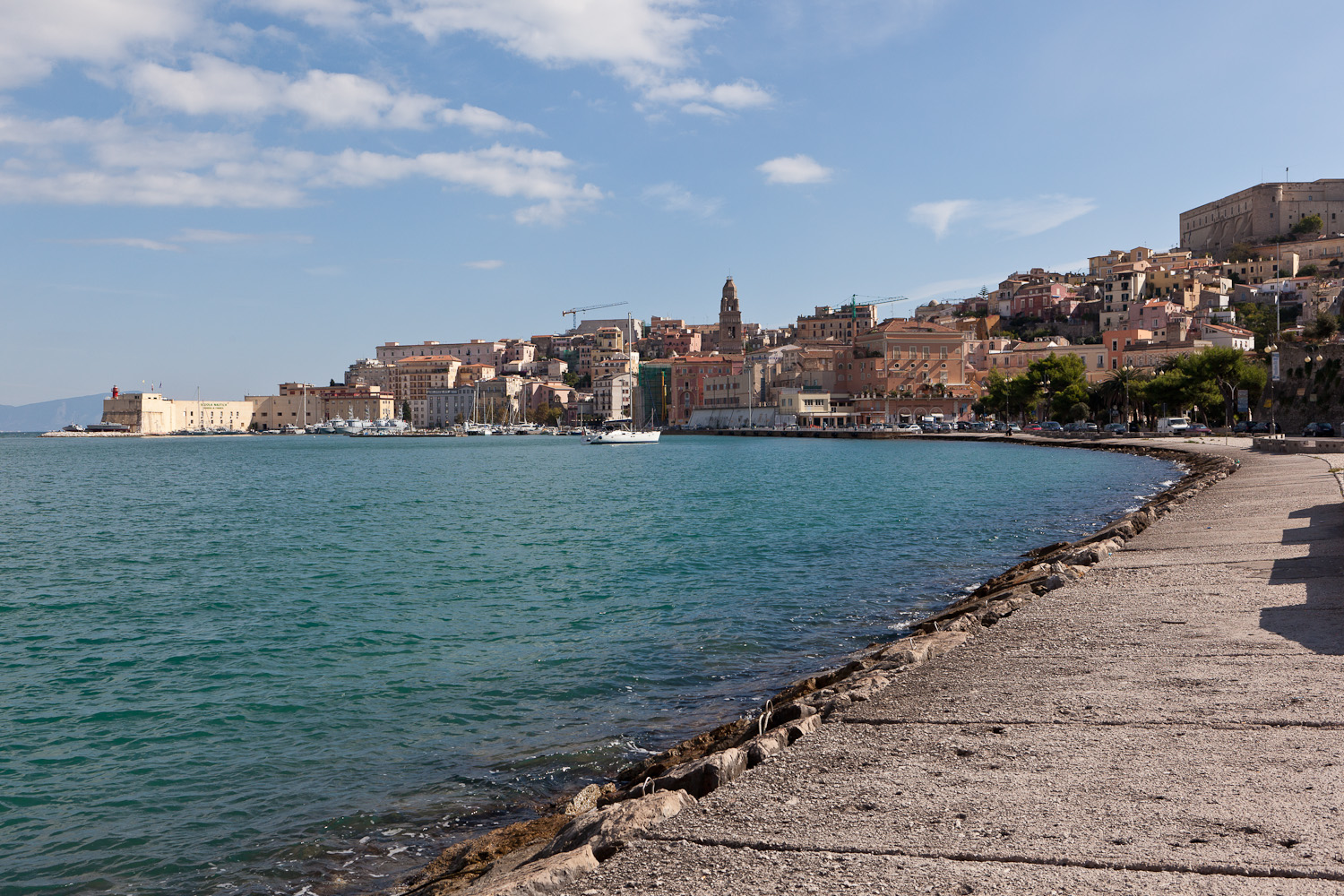
Gaeta
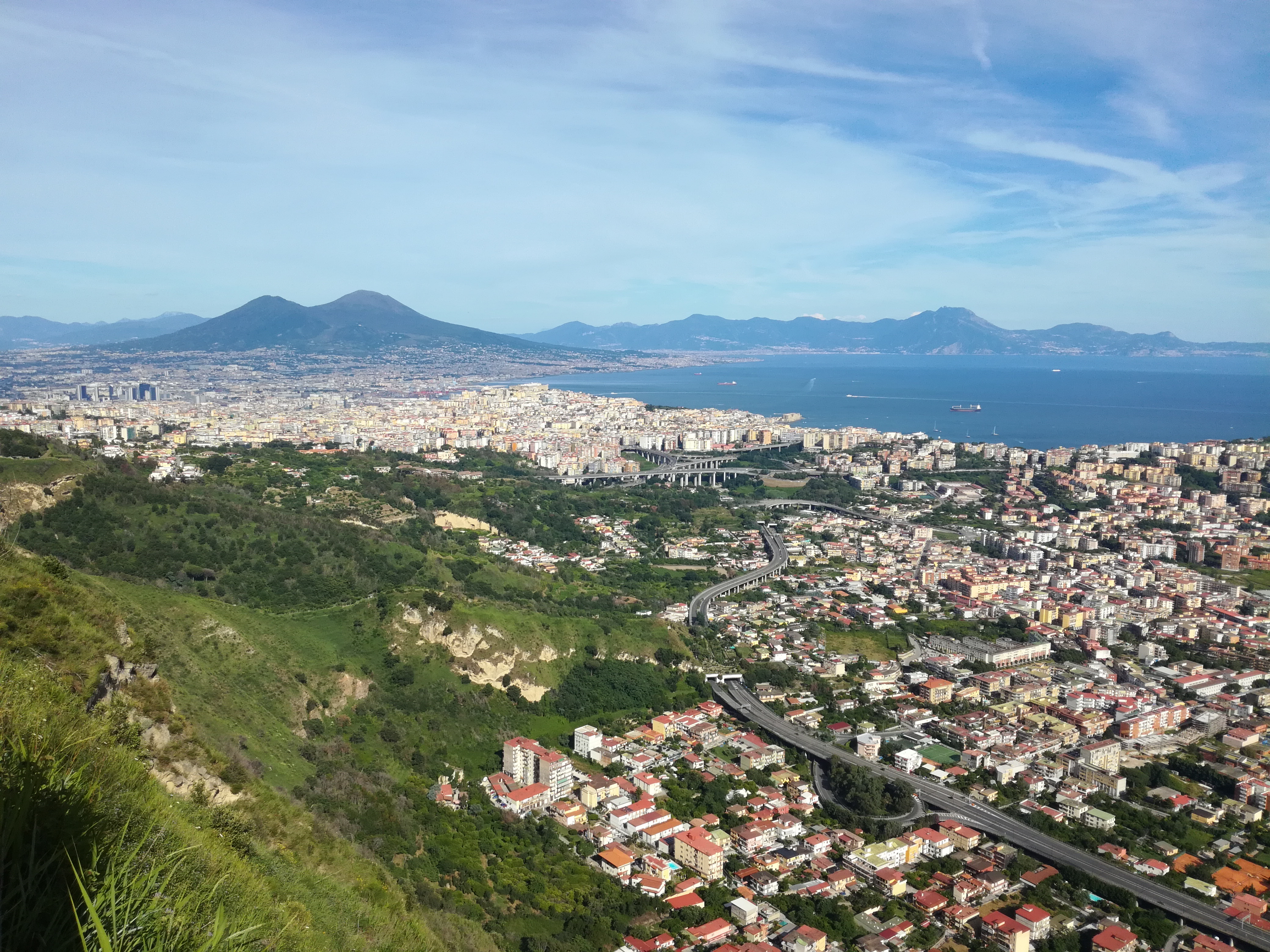
Napoli
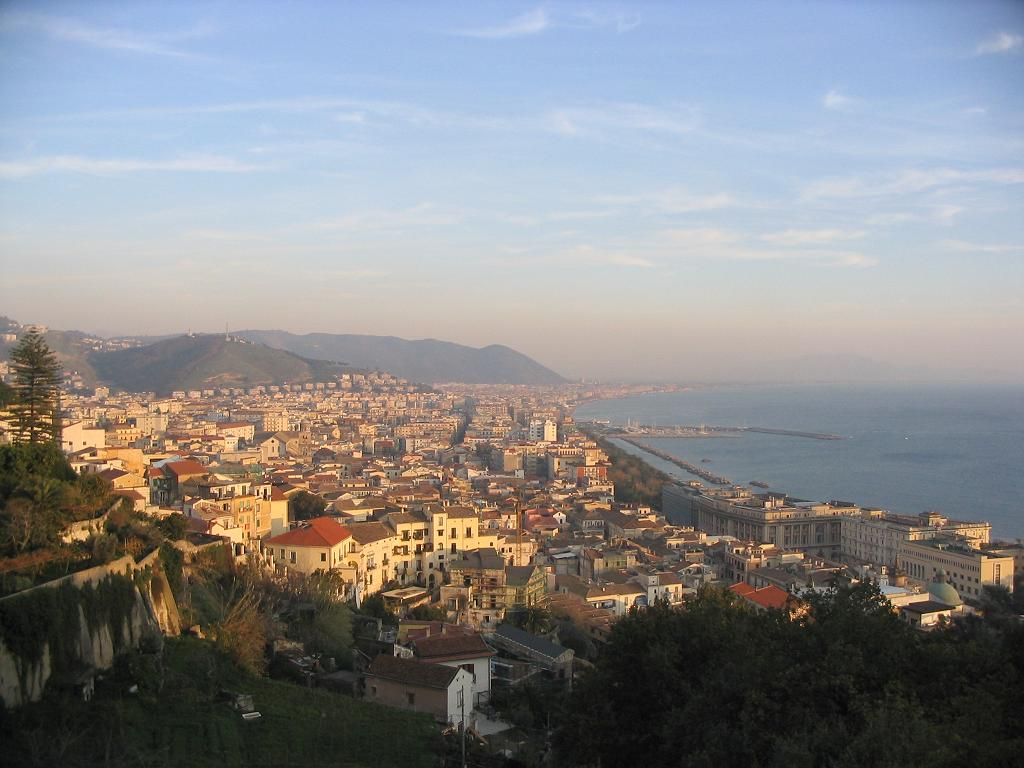
Salerno
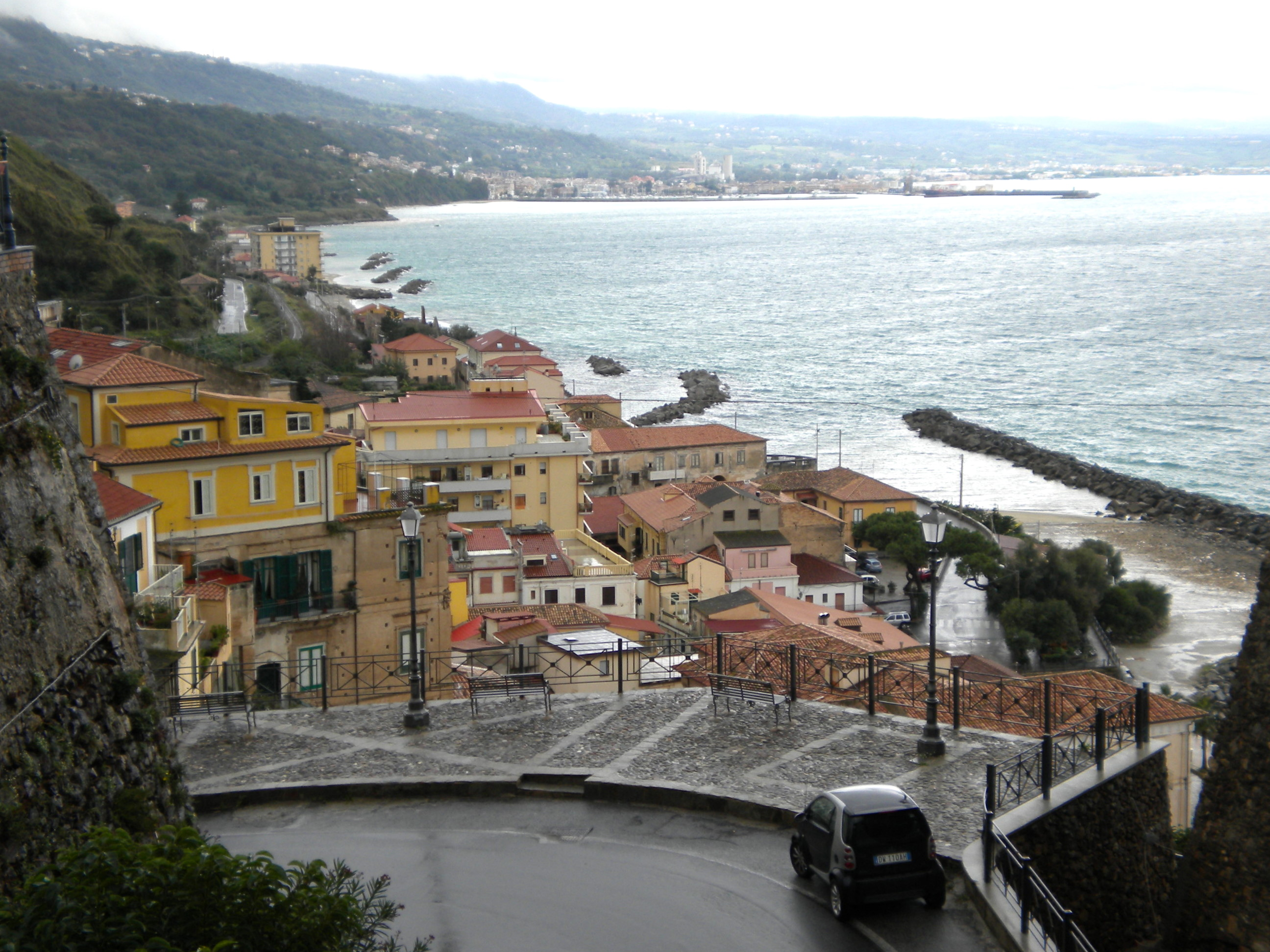
Pizzo
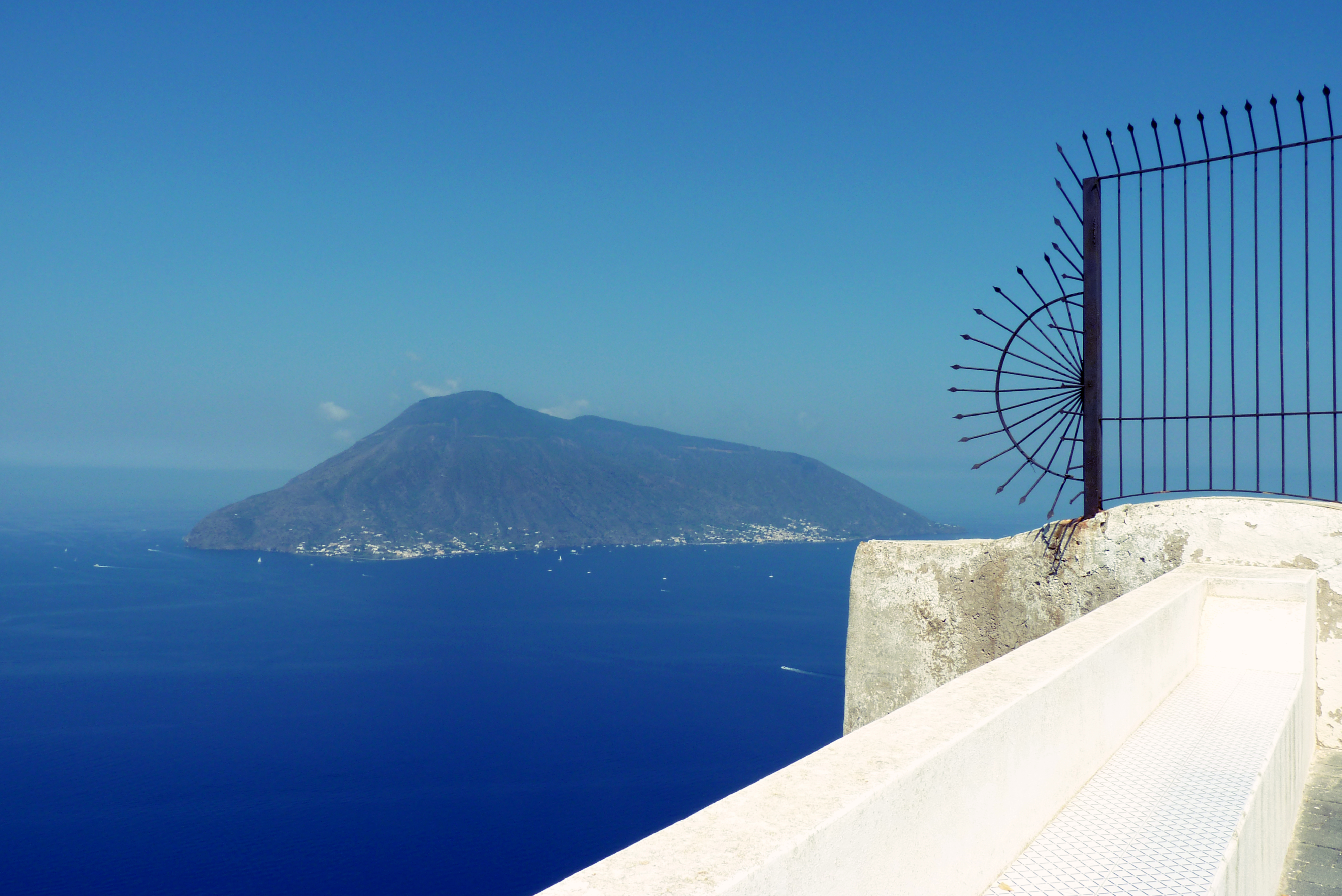
Isole Eolie
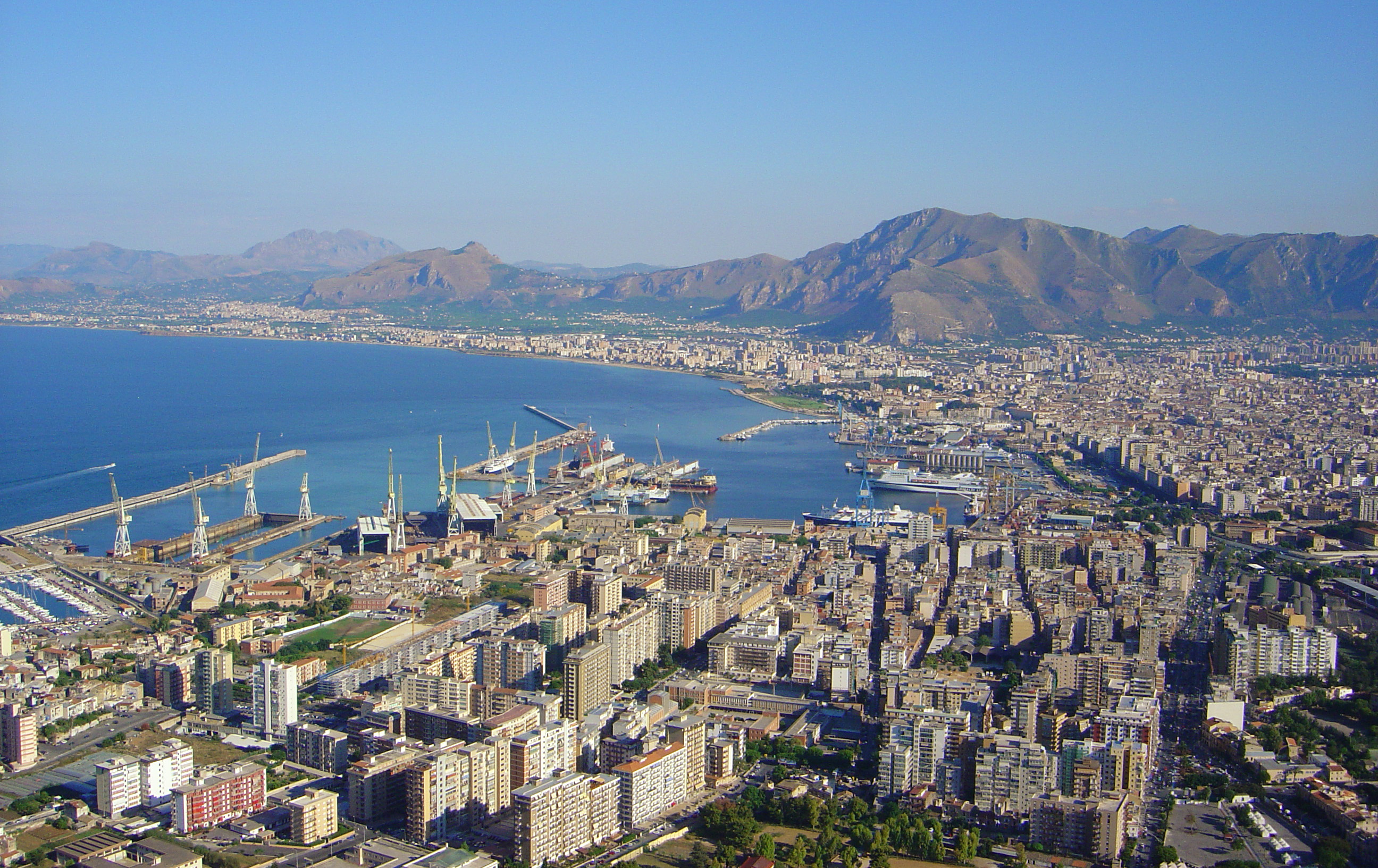
Palermo
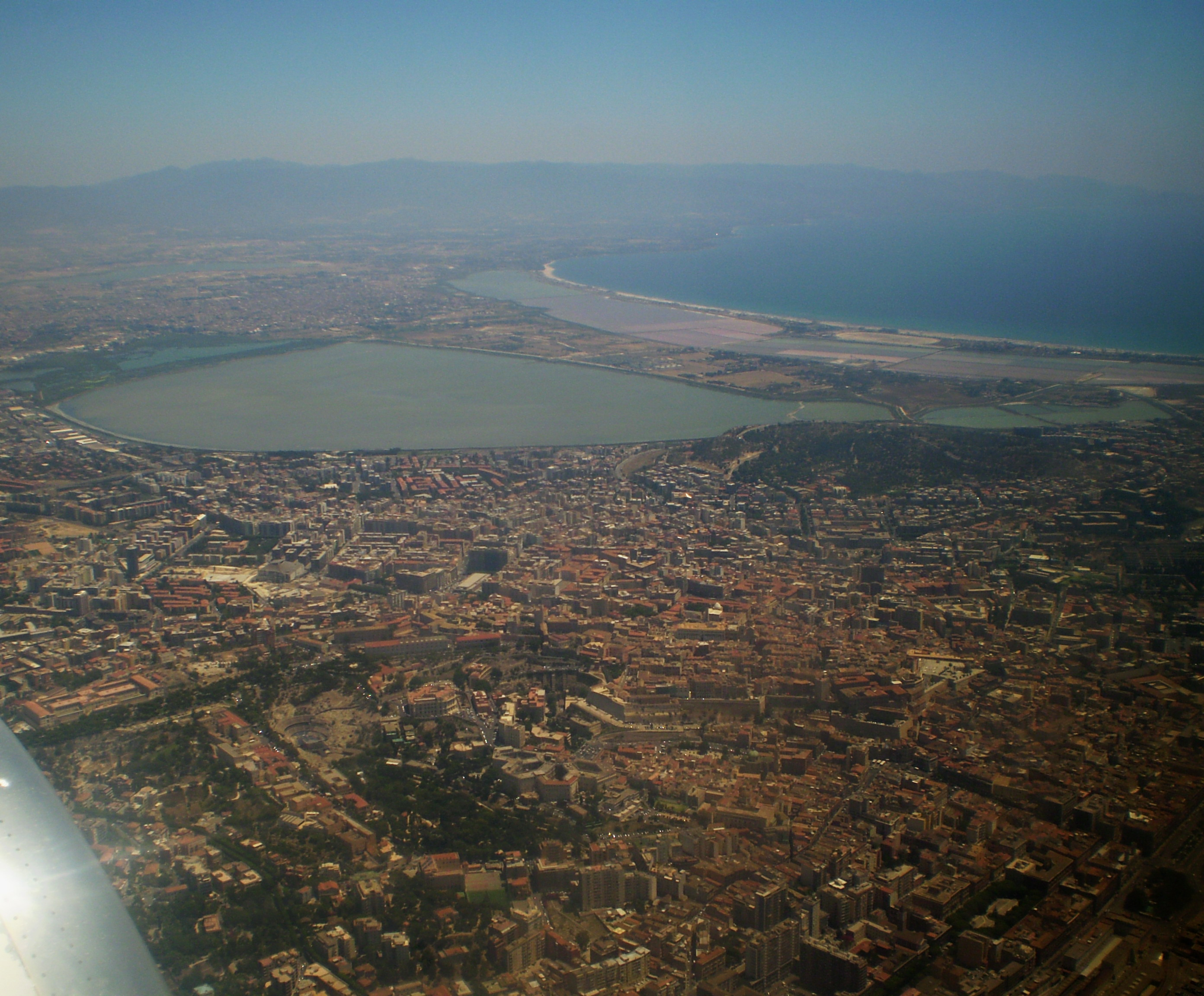
Cagliari
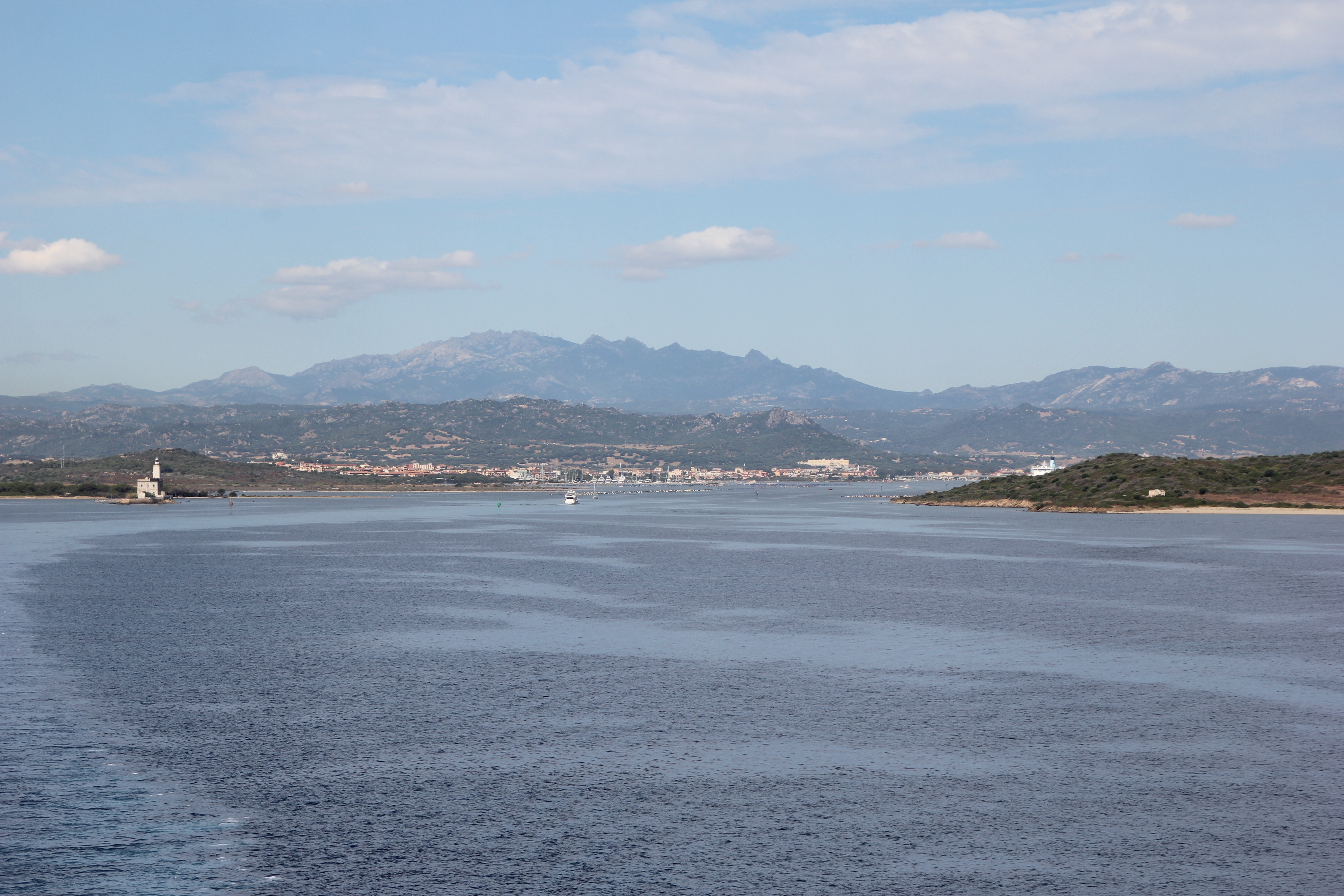
Golfo di Olbia
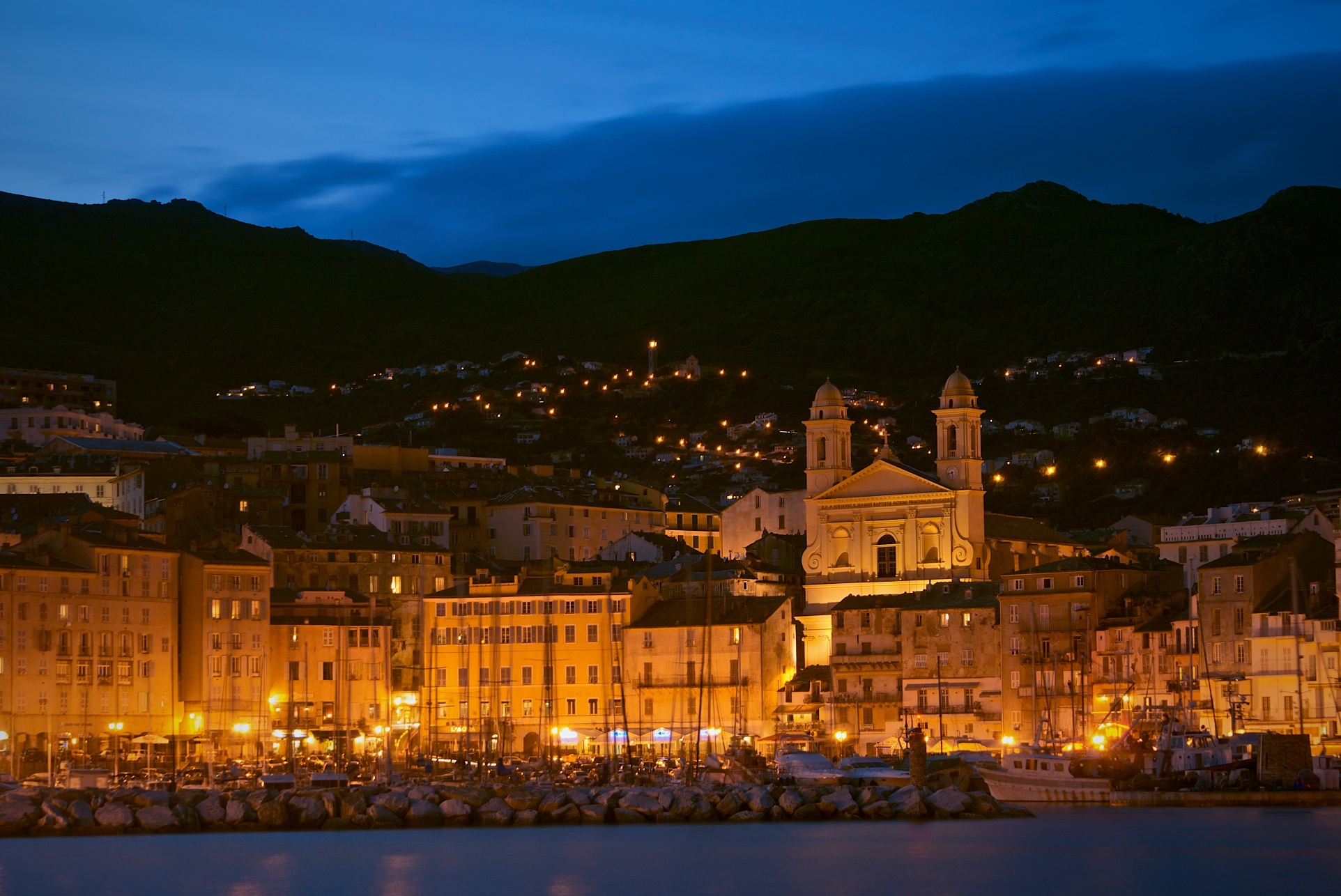
Bastia